# Liste des prix du Wrestling Observer Newsletter
Les Wrestling Observer Newsletter Awards sont des prix honorifiques décernés chaque année depuis 1980 par les lecteurs de la Wrestling Observer Newsletter au meilleur et au pire du catch (appelé lutte professionnelle au Canada) et des arts martiaux mixtes (également appelés MMA ou free-fight) au titre de l’année écoulée. Les premiers prix ont été attribués en 1980 lors de sondages réalisés par Dave Meltzer, futur rédacteur et éditeur de la Wrestling Observer Newsletter auprès de correspondants, passionnés de catch comme lui. Dès 1983, après la création du Wrestling Observer, les awards deviennent une tradition annuelle et le nombre de catégories grandit et évolue d’année en année.
Pendant les mois de décembre et janvier, les abonnés à cette newsletter, et uniquement eux, sont invités à voter dans chaque catégorie auprès de Dave Meltzer pour l’année qui vient de s’écouler. Les résultats sont révélés dans la newsletter fin janvier ou début février.
Il n’y a pas de critère géographique d’éligibilité. Le catch et le MMA nord-américains, japonais, mexicains et européens sont éligibles au même titre.
Ces prix sont symboliques, il n’y a aucune cérémonie et les gagnants ne reçoivent aucun objet commémoratif.

## Prix actuels

### Prix de catégorie A
Pour les catégories de « classe A », considérées comme les plus prestigieuses, chaque votant donne trois noms : le premier reçoit 5 points, le second 3 points et le dernier 2 points. Le gagnant de la catégorie est celui qui a récolté le plus de points.

#### Lou Thesz/Ric Flair Award (catcheur de l'année)
²Récompense le catcheur qui a le plus marqué l’année. Le prix a pris le nom de Lou Thesz en hommage au catcheur qui avait marqué les années 1940 et 1950. Dans les années 1990, le prix a également pris le nom de Ric Flair après que ce dernier l’eut remporté 8 fois, dont cinq fois d’affilée, un record jusqu’à présent.

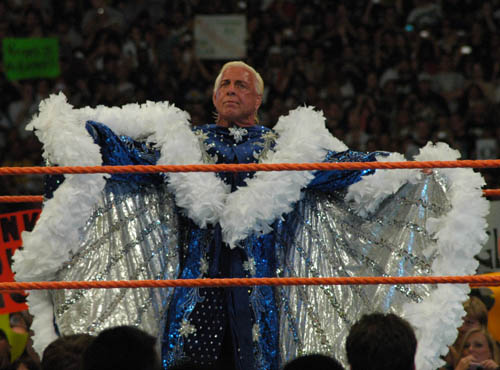
Ric Flair, recordman des victoires (8 fois), a finalement donné son nom au prix.

| Année | Gagnant                 | Promotion(s)                                                        |
| ----- | ----------------------- | ------------------------------------------------------------------- |
| 1980  | Harley Race             | National Wrestling Alliance                                         |
| 1981  | Harley Race             | National Wrestling Alliance                                         |
| 1982  | Ric Flair               | National Wrestling Alliance                                         |
| 1983  | Ric Flair               | National Wrestling Alliance                                         |
| 1984  | Ric Flair               | National Wrestling Alliance                                         |
| 1985  | Ric Flair               | Jim Crockett Promotions                                             |
| 1986  | Ric Flair               | Jim Crockett Promotions                                             |
| 1987  | Riki Chōshū             | All Japan Pro Wrestling                                             |
| 1988  | Akira Maeda             | Universal Wrestling Federation                                      |
| 1989  | Ric Flair               | World Championship Wrestling                                        |
| 1990  | Ric Flair               | World Championship Wrestling                                        |
| 1991  | Jumbo Tsuruta           | All Japan Pro Wrestling                                             |
| 1992  | Ric Flair               | World Wrestling Federation                                          |
| 1993  | Big Van Vader           | World Championship Wrestling                                        |
| 1994  | Toshiaki Kawada         | All Japan Pro Wrestling                                             |
| 1995  | Mitsuharu Misawa        | All Japan Pro Wrestling                                             |
| 1996  | Kenta Kobashi           | All Japan Pro Wrestling                                             |
| 1997  | Mitsuharu Misawa        | All Japan Pro Wrestling                                             |
| 1998  | Stone Cold Steve Austin | World Wrestling Federation                                          |
| 1999  | Mitsuharu Misawa        | All Japan Pro Wrestling                                             |
| 2000  | Triple H                | World Wrestling Federation                                          |
| 2001  | Keiji Mutō              | New Japan Pro-Wrestling                                             |
| 2002  | Kurt Angle              | World Wrestling Entertainment                                       |
| 2003  | Kenta Kobashi           | Pro Wrestling NOAH                                                  |
| 2004  | Chris Benoit            | World Wrestling Entertainment                                       |
| 2005  | Kenta Kobashi           | Pro Wrestling NOAH                                                  |
| 2006  | Místico                 | Consejo Mundial de Lucha Libre                                      |
| 2007  | John Cena               | World Wrestling Entertainment                                       |
| 2008  | Chris Jericho           | World Wrestling Entertainment                                       |
| 2009  | Chris Jericho           | World Wrestling Entertainment                                       |
| 2010  | John Cena               | World Wrestling Entertainment                                       |
| 2011  | Hiroshi Tanahashi       | New Japan Pro-Wrestling                                             |
| 2012  | Hiroshi Tanahashi       | New Japan Pro-Wrestling                                             |
| 2013  | Hiroshi Tanahashi       | New Japan Pro-Wrestling                                             |
| 2014  | Shinsuke Nakamura       | New Japan Pro-Wrestling                                             |
| 2015  | A.J Styles              | New Japan Pro-Wrestling Ring of Honor World Wrestling Entertainment |
| 2016  | A.J Styles              | New Japan Pro-Wrestling Ring of Honor World Wrestling Entertainment |
| 2017  | Kazuchika Okada         | New Japan Pro-Wrestling                                             |
| 2018  | Kenny Omega             | New Japan Pro-Wrestling                                             |
| 2019  | Chris Jericho           | All Elite Wrestling New Japan Pro-Wrestling                         |
| 2020  | Jon Moxley              | All Elite Wrestling New Japan Pro-Wrestling                         |
| 2021  | Kenny Omega             | All Elite Wrestling Impact Wrestling                                |
| 2022  | Jon Moxley              | All Elite Wrestling                                                 |
| 2023  | Will Ospreay            | New Japan Pro-Wrestling                                             |
| 2024  | Cody Rhodes             | World Wrestling Entertainment                                       |

#### MMA Most Valuable Fighter
Créée en 2007, cette catégorie est identique à la précédente mais pour les combattants de MMA.

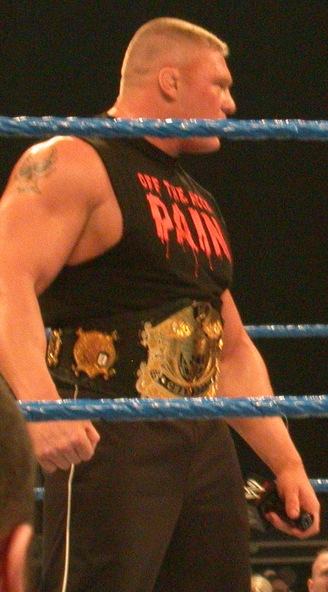
Brock Lesnar, combattant de MMA de l'année en 2008, 2009 et 2010

| Année | Gagnant             | Promotion(s)                   |
| ----- | ------------------- | ------------------------------ |
| 2007  | Randy Couture       | Ultimate Fighting Championship |
| 2008  | Brock Lesnar        | Ultimate Fighting Championship |
| 2009  | Brock Lesnar        | Ultimate Fighting Championship |
| 2010  | Brock Lesnar        | Ultimate Fighting Championship |
| 2011  | Georges St-Pierre   | Ultimate Fighting Championship |
| 2012  | Anderson Silva      | Ultimate Fighting Championship |
| 2013  | Georges St-Pierre   | Ultimate Fighting Championship |
| 2014  | Ronda Rousey        | Ultimate Fighting Championship |
| 2015  | Ronda Rousey        | Ultimate Fighting Championship |
| 2016  | Conor McGregor      | Ultimate Fighting Championship |
| 2017  | Georges St-Pierre   | Ultimate Fighting Championship |
| 2018  | Conor McGregor      | Ultimate Fighting Championship |
| 2019  | Jorge Masvidal      | Ultimate Fighting Championship |
| 2020  | Khabib Nurmagomedov | Ultimate Fighting Championship |
| 2021  | Kamaru Usman        | Ultimate Fighting Championship |
| 2022  | Israel Adesanya     | Ultimate Fighting Championship |
| 2023  | Jon Jones           | Ultimate Fighting Championship |
| 2024  | Alex Pereira        | Ultimate Fighting Championship |

#### Most Improved
Récompense le catcheur qui s'est le plus amélioré sur le ring.

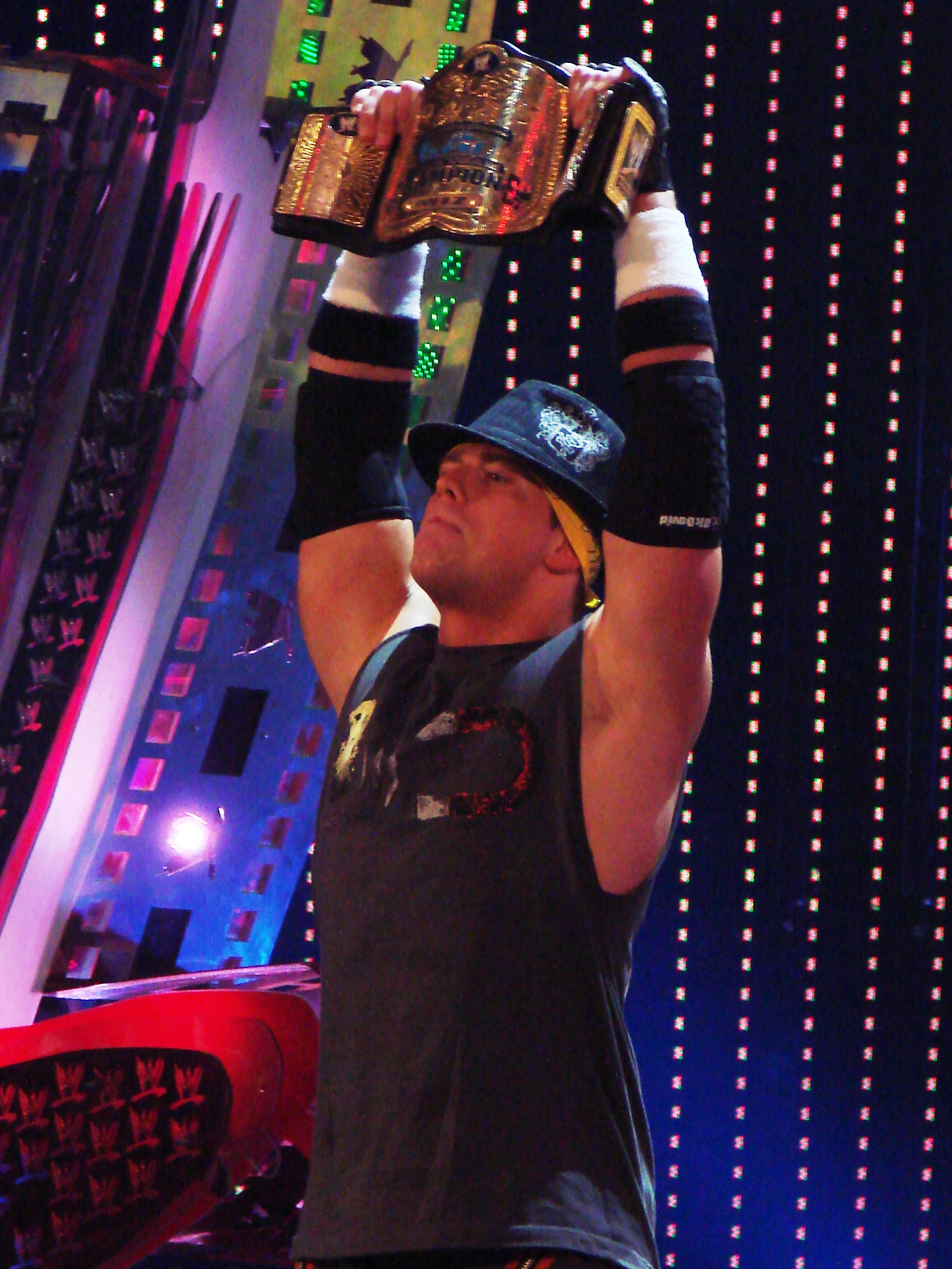
The Miz a remporté deux fois ce prix.

| Année | Gagnant             | Promotion(s)                          |
| ----- | ------------------- | ------------------------------------- |
| 1980  | Larry Zbyszko       | World Wrestling Federation            |
| 1981  | Adrian Adonis       | American Wrestling Association        |
| 1982  | Jim Duggan          | Mid South Wrestling                   |
| 1983  | Curt Hennig         | American Wrestling Association        |
| 1984  | The Cobra           | New Japan Pro Wrestling               |
| 1985  | Steve Williams      | Mid South Wrestling                   |
| 1986  | Rick Steiner        | Mid South Wrestling                   |
| 1987  | Big Bubba Rogers    | Universal Wrestling Federation        |
| 1988  | Sting               | Jim Crockett Promotions               |
| 1989  | Lex Luger           | World Championship Wrestling          |
| 1990  | Kenta Kobashi       | All Japan Pro Wrestling               |
| 1991  | Dustin Rhodes       | World Championship Wrestling          |
| 1992  | El Samurai          | New Japan Pro Wrestling               |
| 1993  | Tracy Smothers      | Smoky Mountain Wrestling              |
| 1994  | Diesel              | World Wrestling Federation            |
| 1995  | Johnny B. Badd      | World Championship Wrestling          |
| 1996  | Diamond Dallas Page | World Championship Wrestling          |
| 1997  | Tatsuhito Takaiwa   | New Japan Pro Wrestling               |
| 1998  | The Rock            | World Wrestling Federation            |
| 1999  | Vader               | All Japan Pro Wrestling               |
| 2000  | Kurt Angle          | World Wrestling Federation            |
| 2001  | Keiji Mutō          | All Japan Pro Wrestling               |
| 2002  | Brock Lesnar        | World Wrestling Entertainment         |
| 2003  | Brock Lesnar        | World Wrestling Entertainment         |
| 2004  | Randy Orton         | World Wrestling Entertainment         |
| 2005  | Roderick Strong     | Ring of Honor                         |
| 2006  | Takeshi Morishima   | Pro Wrestling NOAH                    |
| 2007  | MVP                 | World Wrestling Entertainment         |
| 2008  | The Miz             | World Wrestling Entertainment         |
| 2009  | The Miz             | World Wrestling Entertainment         |
| 2010  | Sheamus             | World Wrestling Entertainment         |
| 2011  | Dolph Ziggler       | World Wrestling Entertainment         |
| 2012  | Kazuchika Okada     | New Japan Pro Wrestling               |
| 2013  | Roman Reigns        | World Wrestling Entertainment         |
| 2014  | Rusev               | World Wrestling Entertainment         |
| 2015  | Bayley              | World Wrestling Entertainment         |
| 2016  | Matt Riddle         | Evolve Pro Wrestling Guerilla         |
| 2017  | Braun Strowman      | World Wrestling Entertainment         |
| 2018  | Adam Page           | New Japan Pro-Wrestling Ring of Honor |
| 2019  | Lance Archer        | New Japan Pro-Wrestling               |
| 2020  | Britt Baker         | All Elite Wrestling                   |
| 2021  | Tay Conti           | All Elite Wrestling                   |
| 2022  | The Acclaimed       | All Elite Wrestling                   |
| 2023  | Julia Hart          | All Elite Wrestling                   |
| 2024  | Kyle Fletcher       | All Elite Wrestling                   |

#### Most Outstanding Wrestler
Récompense le catcheur qui a produit le plus grand nombre de combats jugés excellents dans l’année.

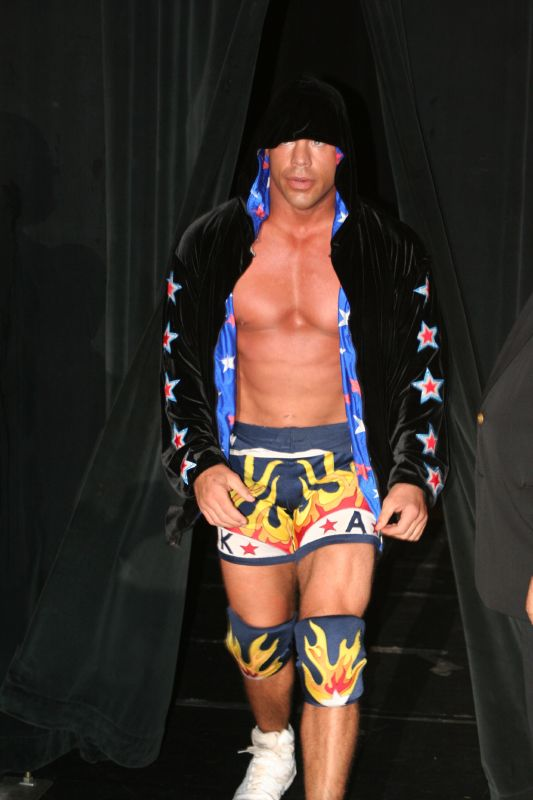
Kurt Angle, gagnant du prix de 2001 à 2003.

| Année | Catcheur                     | Promotion                                                             |
| ----- | ---------------------------- | --------------------------------------------------------------------- |
| 1986  | Ric Flair                    | Jim Crockett Promotions                                               |
| 1987  | Ric Flair                    | Jim Crockett Promotions                                               |
| 1988  | Tatsumi Fujinami             | New Japan Pro Wrestling                                               |
| 1989  | Ric Flair                    | World Championship Wrestling                                          |
| 1990  | Jushin "Thunder" Liger       | New Japan Pro Wrestling                                               |
| 1991  | Jushin "Thunder" Liger       | New Japan Pro Wrestling                                               |
| 1992  | Jushin "Thunder" Liger       | New Japan Pro Wrestling                                               |
| 1993  | Kenta Kobashi                | All Japan Pro Wrestling                                               |
| 1994  | Kenta Kobashi                | All Japan Pro Wrestling                                               |
| 1995  | Manami Toyota                | All Japan Women's Pro-Wrestling                                       |
| 1996  | Rey Mysterio, Jr.            | Extreme Championship Wrestling World Championship Wrestling           |
| 1997  | Mitsuharu Misawa             | All Japan Pro Wrestling                                               |
| 1998  | Kōji Kanemoto                | New Japan Pro Wrestling                                               |
| 1999  | Mitsuharu Misawa             | All Japan Pro Wrestling                                               |
| 2000  | Chris Benoit                 | World Championship Wrestling World Wrestling Federation               |
| 2001  | Kurt Angle                   | World Wrestling Federation/Entertainment                              |
| 2002  | Kurt Angle                   | World Wrestling Federation/Entertainment                              |
| 2003  | Kurt Angle                   | World Wrestling Federation/Entertainment                              |
| 2004  | Chris Benoit                 | World Wrestling Federation/Entertainment                              |
| 2005  | Samoa Joe                    | Ring of Honor Total Nonstop Action Wrestling                          |
| 2006  | Bryan Danielson/Daniel Bryan | Ring of Honor                                                         |
| 2007  | Bryan Danielson/Daniel Bryan | Ring of Honor                                                         |
| 2008  | Bryan Danielson/Daniel Bryan | Ring of Honor                                                         |
| 2009  | Bryan Danielson/Daniel Bryan | Ring of Honor                                                         |
| 2010  | Bryan Danielson/Daniel Bryan | World Wrestling Entertainment                                         |
| 2011  | Davey Richards               | Ring of Honor, Pro Wrestling Guerrilla                                |
| 2012  | Hiroshi Tanahashi            | New Japan Pro-Wrestling                                               |
| 2013  | Hiroshi Tanahashi            | New Japan Pro-Wrestling                                               |
| 2014  | AJ Styles                    | New Japan Pro Wrestling, Ring of Honor, World Wrestling Entertainment |
| 2015  | AJ Styles                    | New Japan Pro Wrestling, Ring of Honor, World Wrestling Entertainment |
| 2016  | AJ Styles                    | New Japan Pro Wrestling, Ring of Honor, World Wrestling Entertainment |
| 2017  | Kazuchika Okada              | New Japan Pro-Wrestling                                               |
| 2018  | Kenny Omega                  | New Japan Pro-Wrestling                                               |
| 2019  | Will Ospreay                 | New Japan Pro-Wrestling                                               |
| 2020  | Kenny Omega                  | All Elite Wrestling, Lucha Libre AAA Worldwide                        |
| 2021  | Shingo Takagi                | New Japan Pro-Wrestling                                               |
| 2022  | Will Ospreay                 | New Japan Pro-Wrestling                                               |
| 2023  | Will Ospreay                 | New Japan Pro-Wrestling                                               |
| 2024  | Will Ospreay                 | New Japan Pro-Wrestling                                               |

#### Most Outstanding Fighter (anciennement Shootfighter of the Year)
Récompense le meilleur combattant de MMA de la planète, mais pas nécessairement celui qui aura marqué l’année (par différenciation avec le prix de « MMA Most Valuable Fighter »).
| Année | Gagnant                  | Promotion                                                  |
| ----- | ------------------------ | ---------------------------------------------------------- |
| 1997  | Maurice Smith            | Ultimate Fighting Championship                             |
| 1998  | Frank Shamrock           | Ultimate Fighting Championship                             |
| 1999  | Frank Shamrock           | Ultimate Fighting Championship                             |
| 2000  | Kazushi Sakuraba         | Pride Fighting Championship                                |
| 2001  | Wanderlei Silva          | Pride Fighting Championship                                |
| 2002  | Antônio Rodrigo Nogueira | Pride Fighting Championship                                |
| 2003  | Randy Couture            | Ultimate Fighting Championship                             |
| 2004  | Wanderlei Silva          | Pride Fighting Championship                                |
| 2005  | Fedor Emelianenko        | Pride Fighting Championship                                |
| 2006  | Mirko Cro Cop            | Pride Fighting Championship Ultimate Fighting Championship |
| 2007  | Quinton Jackson          | Ultimate Fighting Championship                             |
| 2008  | Georges St-Pierre        | Ultimate Fighting Championship                             |
| 2009  | Georges St-Pierre        | Ultimate Fighting Championship                             |
| 2010  | Georges St-Pierre        | Ultimate Fighting Championship                             |
| 2011  | Jon Jones                | Ultimate Fighting Championship                             |
| 2012  | Anderson Silva           | Ultimate Fighting Championship                             |
| 2013  | Cain Velasquez           | Ultimate Fighting Championship                             |
| 2014  | Ronda Rousey             | Ultimate Fighting Championship                             |
| 2015  | Conor McGregor           | Ultimate Fighting Championship                             |
| 2016  | Conor McGregor           | Ultimate Fighting Championship                             |
| 2017  | Demetrious Johnson       | Ultimate Fighting Championship                             |
| 2018  | Daniel Cormier           | Ultimate Fighting Championship                             |
| 2019  | Israel Adesanya          | Ultimate Fighting Championship                             |
| 2020  | Israel Adesanya          | Ultimate Fighting Championship                             |
| 2021  | Kamaru Usman             | Ultimate Fighting Championship                             |
| 2022  | Alexander Volkanovski    | Ultimate Fighting Championship                             |
| 2023  | Islam Makhachev          | Ultimate Fighting Championship                             |
| 2024  | Alex Pereira             | Ultimate Fighting Championship                             |

#### Best Box Office Draw
Récompense le catcheur ou le combattant de MMA qui a été la plus grosse attraction de l’année dans sa discipline. À partir de 2021, ce prix a été divisé en prix distincts pour le MMA et le catch.

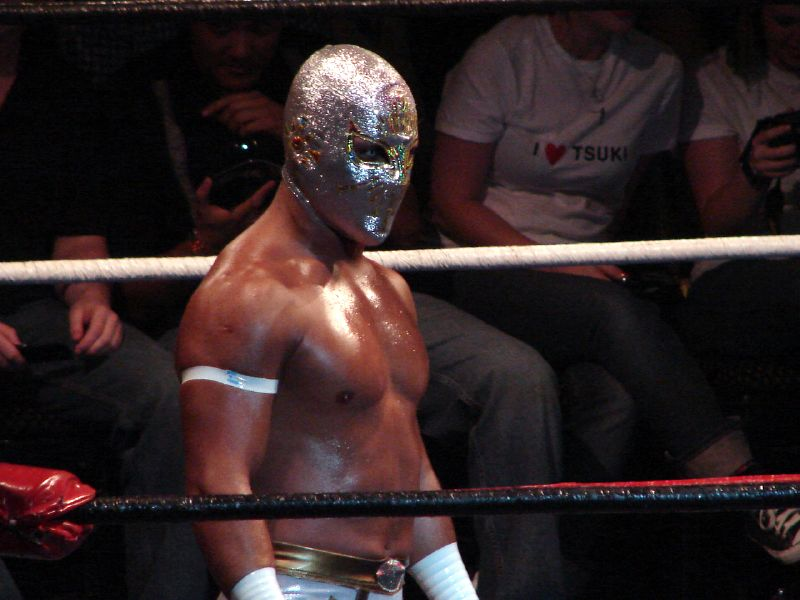
Místico, gagnant du prix en 2006

| Année | Gagnant              | Promotion(s)                                |
| ----- | -------------------- | ------------------------------------------- |
| 1997  | Hollywood Hogan      | World Championship Wrestling                |
| 1998  | Steve Austin         | World Wrestling Federation                  |
| 1999  | Steve Austin         | World Wrestling Federation                  |
| 2000  | The Rock             | World Wrestling Federation                  |
| 2001  | Kazushi Sakuraba     | Pride Fighting Championship                 |
| 2002  | Bob Sapp             | K-1 Pride Fighting Championship             |
| 2003  | Bob Sapp             | K-1 Pride Fighting Championship             |
| 2004  | Kenta Kobashi        | Pro Wrestling NOAH                          |
| 2005  | Kenta Kobashi        | Pro Wrestling NOAH                          |
| 2006  | Místico              | Consejo Mundial de Lucha Libre              |
| 2007  | John Cena            | World Wrestling Entertainment               |
| 2008  | Brock Lesnar         | Ultimate Fighting Championship              |
| 2009  | Brock Lesnar         | Ultimate Fighting Championship              |
| 2010  | Brock Lesnar         | Ultimate Fighting Championship              |
| 2011  | The Rock             | World Wrestling Entertainment               |
| 2012  | The Rock             | World Wrestling Entertainment               |
| 2013  | Georges St-Pierre    | Ultimate Fighting Championship              |
| 2014  | Ronda Rousey         | Ultimate Fighting Championship              |
| 2015  | Ronda Rousey         | Ultimate Fighting Championship              |
| 2016  | Conor McGregor       | Ultimate Fighting Championship              |
| 2017  | Conor McGregor       | Ultimate Fighting Championship              |
| 2018  | Conor McGregor       | Ultimate Fighting Championship              |
| 2019  | Chris Jericho        | All Elite Wrestling New Japan Pro-Wrestling |
| 2020  | Conor McGregor       | Ultimate Fighting Championship              |
| 2021  | Catch: CM Punk       | All Elite Wrestling                         |
| 2021  | MMA: Conor McGregor  | Ultimate Fighting Championship              |
| 2022  | Catch: Roman Reigns  | World Wrestling Entertainment               |
| 2022  | MMA: Israel Asendaya | Ultimate Fighting Championship              |
| 2023  | Catch: Roman Reigns  | World Wrestling Entertainment               |
| 2023  | MMA: Jon Jones       | Ultimate Fighting Championship              |
| 2024  | Catch:Cody Rhodes    | World Wrestling Entertainment               |
| 2024  | MMA: Alex Pereira    | Ultimate Fighting Championship              |

#### Feud of the Year
Récompense la meilleure ou la plus captivante rivalité de l’année, réelle ou scénarisée, en catch comme en MMA.

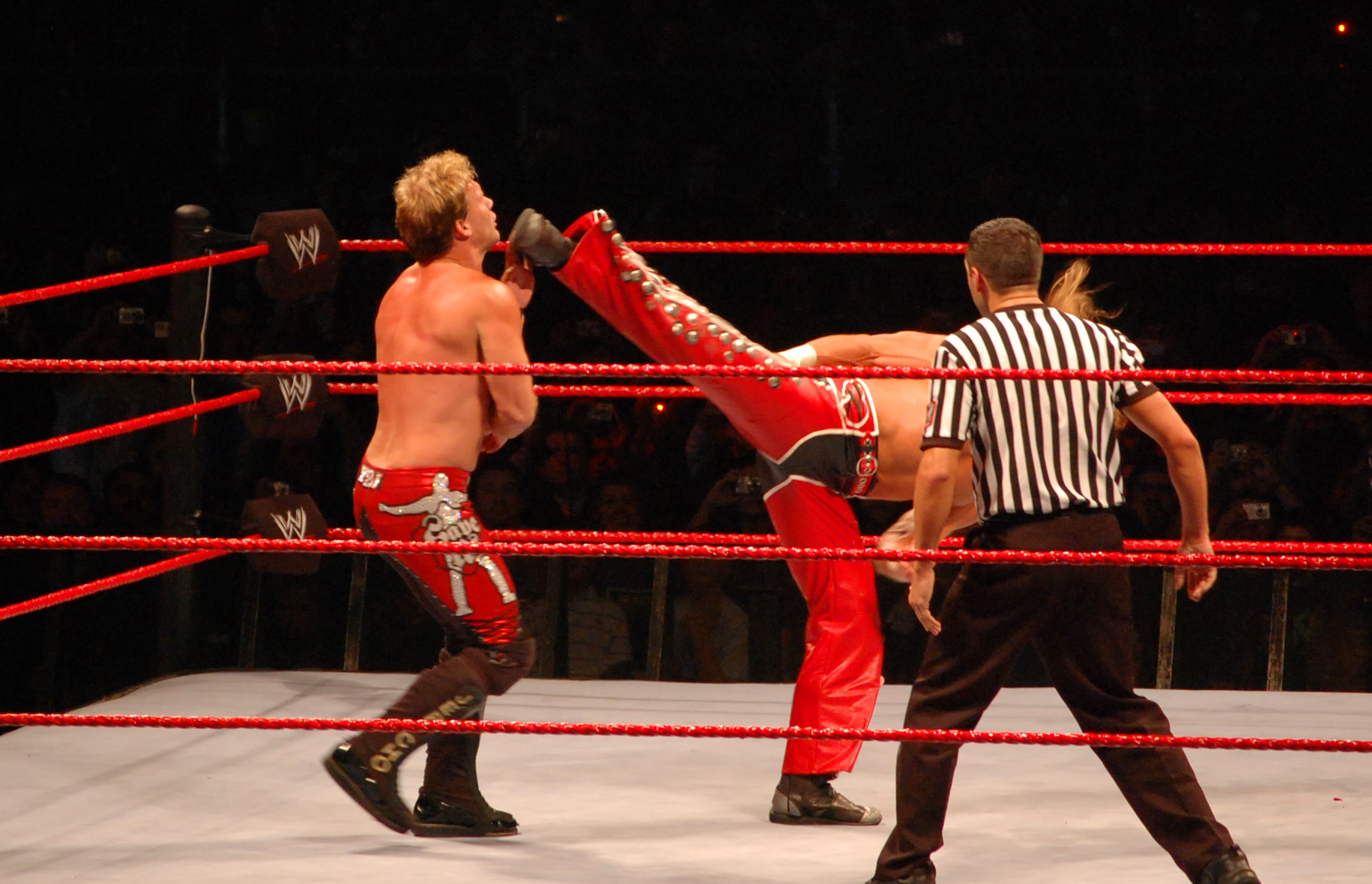
La rivalité entre Chris Jericho (gauche) et Shawn Michaels (droite), acclamée par la critique en 2008, a reçu le prix cette même année.

| Année | Gagnant                                                    | Promotion(s)                                                   |
| ----- | ---------------------------------------------------------- | -------------------------------------------------------------- |
| 1980  | Bruno Sammartino vs. Larry Zbyszko                         | World Wrestling Federation                                     |
| 1981  | André The Giant vs. Killer Khan                            | World Wrestling Federation                                     |
| 1982  | Ted DiBiase vs. Junkyard Dog                               | Mid South Wrestling                                            |
| 1983  | The Freebirds vs. The Von Erichs                           | World Class Championship Wrestling National Wrestling Alliance |
| 1984  | The Freebirds vs. The Von Erichs                           | World Class Championship Wrestling National Wrestling Alliance |
| 1985  | Ted DiBiase vs. Jim Duggan                                 | Mid South Wrestling                                            |
| 1986  | Hulk Hogan vs. Paul Orndorff                               | World Wrestling Federation                                     |
| 1987  | Austin Idol & Tommy Rich vs. Jerry Lawler                  | Continental Wrestling Association                              |
| 1988  | The Fantastics vs. The Midnight Express                    | Jim Crockett Promotions                                        |
| 1989  | Ric Flair vs. Terry Funk                                   | World Championship Wrestling                                   |
| 1990  | Mitsuharu Misawa vs. Jumbo Tsuruta                         | All Japan Pro Wrestling                                        |
| 1991  | Mitsuharu Misawa vs. Jumbo Tsuruta                         | All Japan Pro Wrestling                                        |
| 1992  | Jeff Jarrett & Jerry Lawler vs. The Moondogs               | United States Wrestling Association                            |
| 1993  | Bret Hart vs. Jerry Lawler                                 | World Wrestling Federation                                     |
| 1994  | Art Barr et Eddy Guerrero vs. El Hijo del Santo et Octagón | Asistencia Asesoría y Administración                           |
| 1995  | Eddie Guerrero vs. Dean Malenko                            | Extreme Championship Wrestling                                 |
| 1996  | New World Order vs. World Championship Wrestling           | World Championship Wrestling                                   |
| 1997  | Steve Austin vs. The Hart Foundation                       | World Wrestling Federation                                     |
| 1998  | Steve Austin vs. Vince McMahon                             | World Wrestling Federation                                     |
| 1999  | Steve Austin vs. Vince McMahon                             | World Wrestling Federation                                     |
| 2000  | Mick Foley vs. Triple H                                    | World Wrestling Federation                                     |
| 2001  | Kazushi Sakuraba vs. Wanderlei Silva                       | Pride Fighting Championship                                    |
| 2002  | Tito Ortiz vs. Ken Shamrock                                | Ultimate Fighting Championship                                 |
| 2003  | Kurt Angle vs. Brock Lesnar                                | World Wrestling Entertainment                                  |
| 2004  | Chris Benoit vs. Shawn Michaels vs. Triple H               | World Wrestling Entertainment                                  |
| 2005  | Batista vs. Triple H                                       | World Wrestling Entertainment                                  |
| 2006  | Tito Ortiz vs. Ken Shamrock                                | Ultimate Fighting Championship                                 |
| 2007  | Batista vs. The Undertaker                                 | World Wrestling Entertainment                                  |
| 2008  | Chris Jericho vs. Shawn Michaels                           | World Wrestling Entertainment                                  |
| 2009  | Jeff Hardy vs. CM Punk                                     | World Wrestling Entertainment                                  |
| 2010  | Kevin Steen vs. El Generico                                | Ring of Honor                                                  |
| 2011  | John Cena vs. CM Punk                                      | World Wrestling Entertainment                                  |
| 2012  | Hiroshi Tanahashi vs. Kazuchika Okada                      | New Japan Pro-Wrestling                                        |
| 2013  | Hiroshi Tanahashi vs. Kazuchika Okada                      | New Japan Pro-Wrestling                                        |
| 2014  | Jon Jones vs. Daniel Cormier                               | Ultimate Fighting Championship                                 |
| 2015  | Conor McGregor vs Jose Aldo                                | Ultimate Fighting Championship                                 |
| 2016  | Conor McGregor vs Nate Diaz                                | Ultimate Fighting Championship                                 |
| 2017  | Kazuchika Okada vs Kenny Omega                             | New Japan Pro-Wrestling                                        |
| 2018  | Johnny Gargano vs. Tommaso Ciampa                          | World Wrestling Entertainment                                  |
| 2019  | Adam Cole vs. Johnny Gargano                               | World Wrestling Entertainment                                  |
| 2020  | Jon Moxley vs. Eddie Kingston                              | All Elite Wrestling                                            |
| 2021  | Kenny Omega vs. Adam Page                                  | All Elite Wrestling                                            |
| 2022  | FTR vs. The Briscoes                                       | Ring of Honor                                                  |
| 2023  | Kevin Owens & Sami Zayn vs. The Bloodline                  | World Wrestling Entertainment                                  |
| 2024  | CM Punk vs. Drew McIntyre                                  | World Wrestling Entertainment                                  |

#### Tag Team of the Year
Récompense la meilleure équipe de l’année en catch.

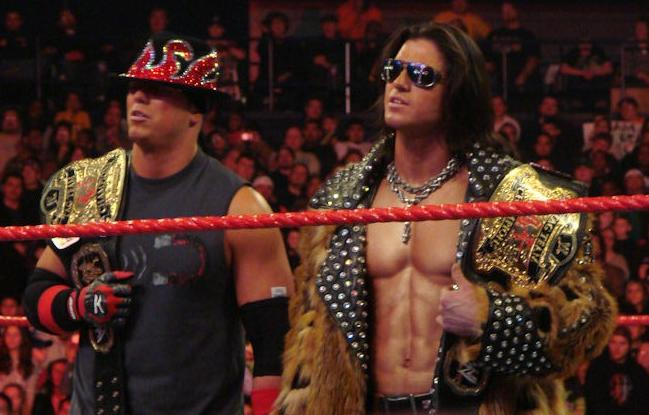
John Morrison et The Miz, élue équipe de l'année 2008.

| Année | Gagnants                                                             | Promotion(s)                                                     |
| ----- | -------------------------------------------------------------------- | ---------------------------------------------------------------- |
| 1980  | The Fabulous Freebirds (Michael Hayes, Terry Gordy et Buddy Roberts) | World Class Championship Wrestling                               |
| 1981  | Jimmy Snuka et Terry Gordy                                           | All Japan Pro Wrestling, National Wrestling Alliance             |
| 1982  | Stan Hansen et Ole Anderson                                          | National Wrestling Alliance                                      |
| 1983  | Ricky Steamboat et Jay Youngblood                                    | National Wrestling Alliance                                      |
| 1984  | Road Warriors (Hawk et Animal)                                       | National Wrestling Alliance                                      |
| 1985  | The British Bulldogs (Dynamite Kid et Davey Boy Smith)               | World Wrestling Federation Stampede Wrestling                    |
| 1986  | The Midnight Express (Dennis Condrey et Bobby Eaton)                 | Mid South Wrestling                                              |
| 1987  | The Midnight Express (Bobby Eaton et Stan Lane)                      | Mid South Wrestling Jim Crockett Promotions                      |
| 1988  | The Midnight Express (Bobby Eaton et Stan Lane)                      | Mid South Wrestling Jim Crockett Promotions                      |
| 1989  | The Rockers (Shawn Michaels et Marty Jannetty)                       | World Wrestling Federation                                       |
| 1990  | The Steiner Brothers (Rick Steiner et Scott Steiner)                 | World Championship Wrestling                                     |
| 1991  | Mitsuharu Misawa et Toshiaki Kawada                                  | All Japan Pro Wrestling                                          |
| 1992  | Miracle Violence Connection (Terry Gordy et Steve Williams)          | All Japan Pro Wrestling World Championship Wrestling             |
| 1993  | The Hollywood Blonds (Steve Austin et Brian Pillman)                 | World Championship Wrestling                                     |
| 1994  | Los Gringos Locos (Eddy Guerrero et Art Barr)                        | Asistencia Asesoría y Administración                             |
| 1995  | Mitsuharu Misawa et Kenta Kobashi                                    | All Japan Pro Wrestling                                          |
| 1996  | Mitsuharu Misawa et Jun Akiyama                                      | All Japan Pro Wrestling                                          |
| 1997  | Mitsuharu Misawa et Jun Akiyama                                      | All Japan Pro Wrestling                                          |
| 1998  | Shinjirō Ōtani et Tatsuhito Takaiwa                                  | New Japan Pro-Wrestling                                          |
| 1999  | Kenta Kobashi et Jun Akiyama                                         | All Japan Pro Wrestling                                          |
| 2000  | Edge et Christian                                                    | World Wrestling Federation                                       |
| 2001  | Satoshi Kojima et Hiroyoshi Tenzan                                   | New Japan Pro-Wrestling                                          |
| 2002  | Los Guerreros (Eddie Guerrero et Chavo Guerrero, Jr.)                | World Wrestling Entertainment                                    |
| 2003  | Kenta et Naomichi Marufuji                                           | Pro Wrestling NOAH                                               |
| 2004  | Kenta et Naomichi Marufuji                                           | Pro Wrestling NOAH                                               |
| 2005  | America's Most Wanted (Chris Harris et James Storm)                  | Total Nonstop Action Wrestling                                   |
| 2006  | The Latin American Xchange (Homicide et Hernandez)                   | Total Nonstop Action Wrestling                                   |
| 2007  | The Hardys (Matt Hardy et Jeff Hardy)                                | World Wrestling Entertainment                                    |
| 2008  | John Morrison et The Miz                                             | World Wrestling Entertainment                                    |
| 2009  | The American Wolves (Davey Richards et Eddie Edwards)                | Ring of Honor                                                    |
| 2010  | Kings of Wrestling (Chris Hero et Claudio Castagnoli)                | Ring of Honor                                                    |
| 2011  | Bad Intentions (Giant Bernard et Karl Anderson)                      | New Japan Pro-Wrestling                                          |
| 2012  | Bad Influence (Christopher Daniels et Kazarian)                      | Total Nonstop Action Wrestling                                   |
| 2013  | The Shield (Seth Rollins et Roman Reigns)                            | World Wrestling Entertainment                                    |
| 2014  | Young Bucks (Matt et Nick Jackson)                                   | New Japan Pro-Wrestling, Pro Wrestling Guerrilla, Ring of Honor  |
| 2015  | Young Bucks (Matt et Nick Jackson)                                   | New Japan Pro-Wrestling, Pro Wrestling Guerrilla, Ring of Honor  |
| 2016  | Young Bucks (Matt et Nick Jackson)                                   | New Japan Pro-Wrestling, Pro Wrestling Guerrilla, Ring of Honor  |
| 2017  | Young Bucks (Matt et Nick Jackson)                                   | New Japan Pro-Wrestling, Pro Wrestling Guerrilla, Ring of Honor  |
| 2018  | Young Bucks (Matt et Nick Jackson)                                   | New Japan Pro-Wrestling, Pro Wrestling Guerrilla, Ring of Honor  |
| 2019  | The Luchas Brothers (Pentagon Jr. et Rey Fénix)                      | All Elite Wrestling, Impact Wrestling, Lucha Libre AAA Worldwide |
| 2020  | The Young Bucks (Matt et Nick Jackson)                               | All Elite Wrestling                                              |
| 2021  | The Young Bucks (Matt et Nick Jackson)                               | All Elite Wrestling                                              |
| 2022  | FTR (Cash Wheeler et Dax Harwood)                                    | All Elite Wrestling, Ring of Honor                               |
| 2023  | FTR (Cash Wheeler et Dax Harwood)                                    | All Elite Wrestling, Ring of Honor                               |
| 2024  | The Young Bucks (Matt et Nick Jackson)                               | All Elite Wrestling                                              |

#### Best on Interviews
Récompense celui ou celle qui donne les meilleures interviews.

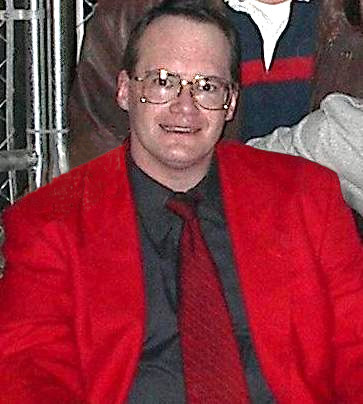
Jim Cornette, cinq fois vainqueur du prix

| Année | Gagnant                | Promotion(s)                                           |
| ----- | ---------------------- | ------------------------------------------------------ |
| 1981  | Lou Albano Roddy Piper | World Wrestling Federation National Wrestling Alliance |
| 1982  | Roddy Piper            | National Wrestling Alliance                            |
| 1983  | Roddy Piper            | National Wrestling Alliance                            |
| 1984  | Jimmy Hart             | Continental Wrestling Association                      |
| 1985  | Jim Cornette           | National Wrestling Alliance                            |
| 1986  | Jim Cornette           | National Wrestling Alliance                            |
| 1987  | Jim Cornette           | National Wrestling Alliance                            |
| 1988  | Jim Cornette           | National Wrestling Alliance                            |
| 1989  | Terry Funk             | World Championship Wrestling                           |
| 1990  | Arn Anderson           | World Championship Wrestling                           |
| 1991  | Ric Flair              | World Championship Wrestling                           |
| 1992  | Ric Flair              | World Championship Wrestling                           |
| 1993  | Jim Cornette           | Smoky Mountain Wrestling                               |
| 1994  | Ric Flair              | World Championship Wrestling                           |
| 1995  | Cactus Jack            | Extreme Championship Wrestling                         |
| 1996  | Steve Austin           | World Wrestling Federation/Entertainment               |
| 1997  | Steve Austin           | World Wrestling Federation/Entertainment               |
| 1998  | Steve Austin           | World Wrestling Federation/Entertainment               |
| 1999  | The Rock               | World Wrestling Federation/Entertainment               |
| 2000  | The Rock               | World Wrestling Federation/Entertainment               |
| 2001  | Steve Austin           | World Wrestling Federation/Entertainment               |
| 2002  | Kurt Angle             | World Wrestling Federation/Entertainment               |
| 2003  | Chris Jericho          | World Wrestling Federation/Entertainment               |
| 2004  | Mick Foley             | World Wrestling Entertainment Hustle Ring of Honor     |
| 2005  | Eddie Guerrero         | World Wrestling Entertainment                          |
| 2006  | Mick Foley             | World Wrestling Entertainment                          |
| 2007  | John Cena              | World Wrestling Entertainment                          |
| 2008  | Chris Jericho          | World Wrestling Entertainment                          |
| 2009  | Chris Jericho          | World Wrestling Entertainment                          |
| 2010  | Chael Sonnen           | Ultimate Fighting Championship                         |
| 2011  | CM Punk                | World Wrestling Entertainment                          |
| 2012  | CM Punk                | World Wrestling Entertainment                          |
| 2013  | Paul Heyman            | World Wrestling Entertainment                          |
| 2014  | Paul Heyman            | World Wrestling Entertainment                          |
| 2015  | Conor McGregor         | Ultimate Fighting Championship                         |
| 2016  | Conor McGregor         | Ultimate Fighting Championship                         |
| 2017  | Conor McGregor         | Ultimate Fighting Championship                         |
| 2018  | Daniel Bryan           | World Wrestling Entertainment                          |
| 2019  | Chris Jericho          | All Elite Wrestling New Japan Pro-Wrestling            |
| 2020  | Eddie Kingston         | All Elite Wrestling                                    |
| 2021  | MJF                    | All Elite Wrestling                                    |
| 2022  | MJF                    | All Elite Wrestling                                    |
| 2023  | Eddie Kingston         | All Elite Wrestling                                    |
| 2024  | Drew McIntyre          | World Wrestling Entertainment                          |

#### Most Charismatic
Récompense celui qui démontre le plus de charisme, que ce soit derrière un micro ou simplement par son langage corporel.

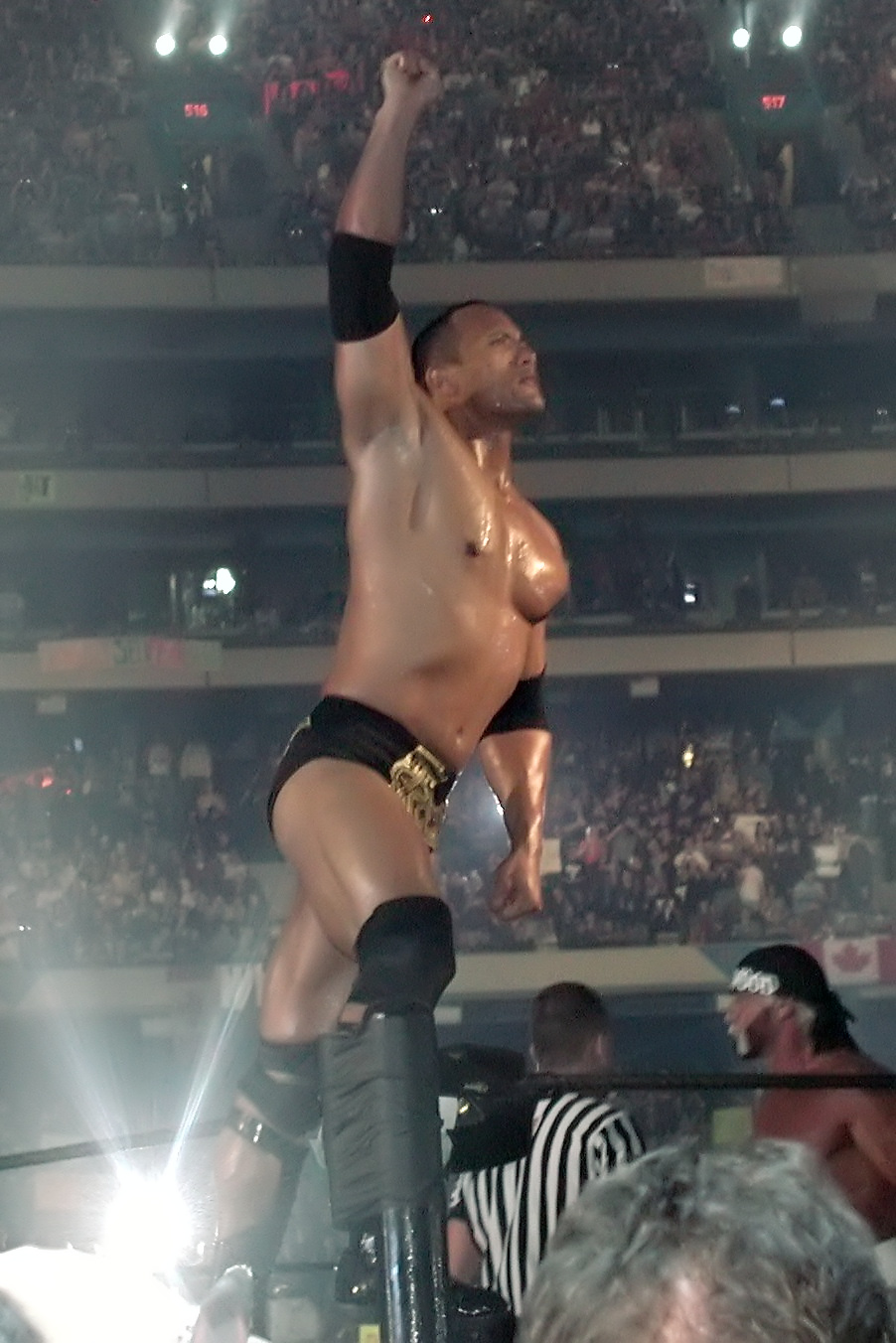
The Rock, Dwayne Johnson, élu catcheur le plus charismatique 5 fois.

| Année | Gagnant                | Promotion(s)                                            |
| ----- | ---------------------- | ------------------------------------------------------- |
| 1980  | Ric Flair              | National Wrestling Alliance                             |
| 1981  | Michael Hayes          | World Class Championship Wrestling                      |
| 1982  | Ric Flair Dusty Rhodes | National Wrestling Alliance                             |
| 1983  | Ric Flair              | National Wrestling Alliance                             |
| 1984  | Ric Flair              | National Wrestling Alliance                             |
| 1985  | Hulk Hogan             | World Wrestling Federation                              |
| 1986  | Hulk Hogan             | World Wrestling Federation                              |
| 1987  | Hulk Hogan             | World Wrestling Federation                              |
| 1988  | Sting                  | World Championship Wrestling                            |
| 1989  | Hulk Hogan             | World Wrestling Federation                              |
| 1990  | Hulk Hogan             | World Wrestling Federation                              |
| 1991  | Hulk Hogan             | World Wrestling Federation                              |
| 1992  | Sting                  | World Championship Wrestling                            |
| 1993  | Ric Flair              | World Wrestling Federation World Championship Wrestling |
| 1994  | Atsushi Onita          | Frontier Martial-Arts Wrestling                         |
| 1995  | Shawn Michaels         | World Wrestling Federation                              |
| 1996  | Shawn Michaels         | World Wrestling Federation                              |
| 1997  | Steve Austin           | World Wrestling Federation                              |
| 1998  | Steve Austin           | World Wrestling Federation                              |
| 1999  | The Rock               | World Wrestling Federation                              |
| 2000  | The Rock               | World Wrestling Federation                              |
| 2001  | Chris Jericho          | World Wrestling Federation                              |
| 2002  | The Rock               | World Wrestling Entertainment                           |
| 2003  | Bob Sapp               | New Japan Pro-Wrestling K-1                             |
| 2004  | Eddie Guerrero         | World Wrestling Entertainment                           |
| 2005  | Eddie Guerrero         | World Wrestling Entertainment                           |
| 2006  | John Cena              | World Wrestling Entertainment                           |
| 2007  | John Cena              | World Wrestling Entertainment                           |
| 2008  | John Cena              | World Wrestling Entertainment                           |
| 2009  | John Cena              | World Wrestling Entertainment                           |
| 2010  | John Cena              | World Wrestling Entertainment                           |
| 2011  | The Rock               | World Wrestling Entertainment                           |
| 2012  | The Rock               | World Wrestling Entertainment                           |
| 2013  | Hiroshi Tanahashi      | New Japan Pro-Wrestling                                 |
| 2014  | Shinsuke Nakamura      | New Japan Pro-Wrestling                                 |
| 2015  | Shinsuke Nakamura      | New Japan Pro-Wrestling                                 |
| 2016  | Conor McGregor         | Ultimate Fighting Championship                          |
| 2017  | Tetsuya Naito          | New Japan Pro-Wrestling                                 |
| 2018  | Tetsuya Naito          | New Japan Pro-Wrestling                                 |
| 2019  | Chris Jericho          | All Elite Wrestling New Japan Pro-Wrestling             |
| 2020  | MJF                    | All Elite Wrestling                                     |
| 2021  | CM Punk                | All Elite Wrestling                                     |
| 2022  | MJF                    | All Elite Wrestling                                     |
| 2023  | MJF                    | All Elite Wrestling                                     |
| 2024  | The Rock               | World Wrestling Entertainment                           |

#### Bryan Danielson Award / Best Technical Wrestler
Récompense le meilleur catcheur dit « technique », c’est-à-dire celui qui applique les prises les plus variées, les plus réalistes, avec les enchaînements les plus fluides.

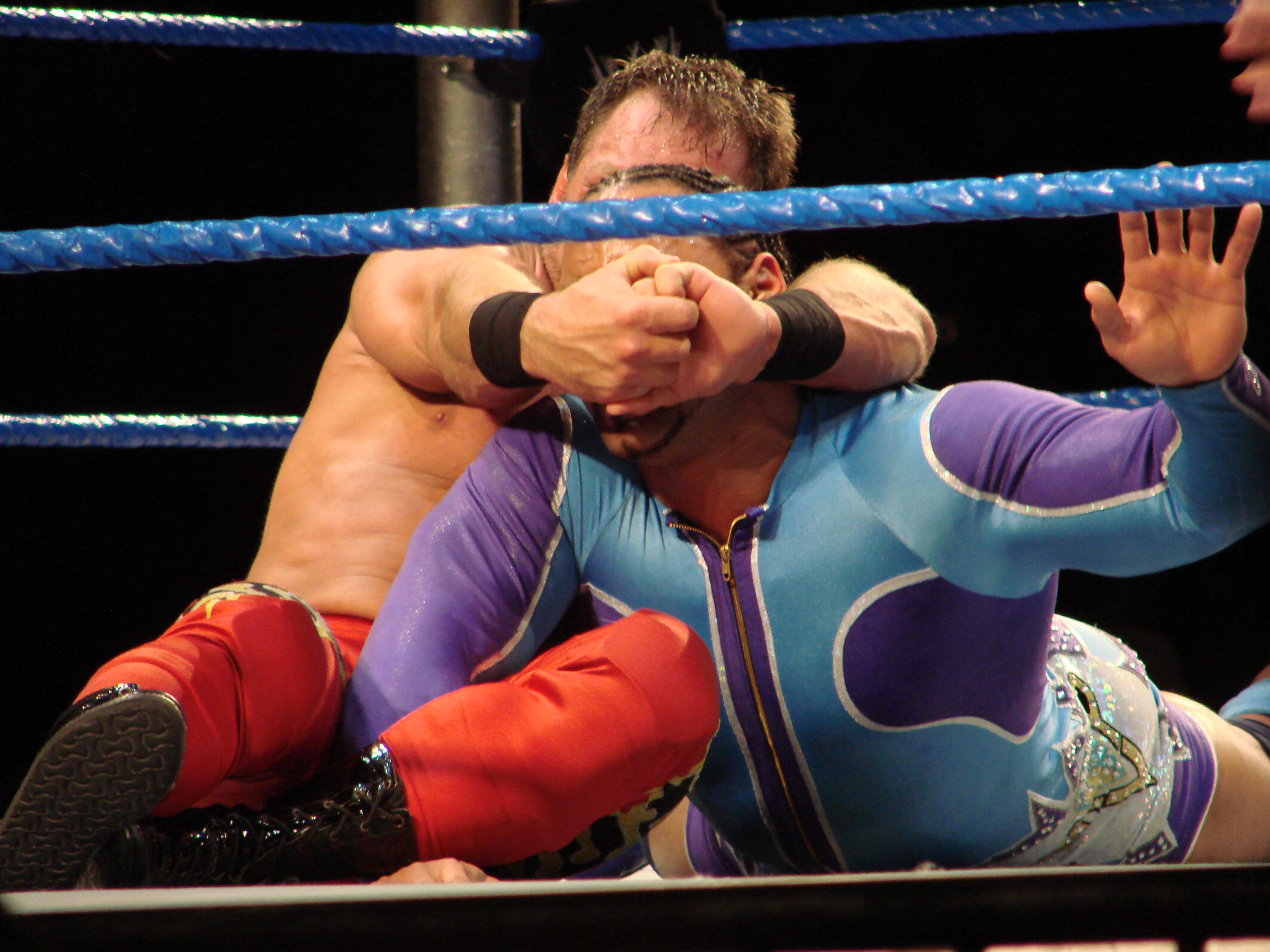
Chris Benoit, ici appliquant la prise du Crippler Crossface, a remporté ce prix par cinq fois.

| Année | Gagnant                      | Promotion(s) |
| ----- | ---------------------------- | --- |
| 1980  | Bob Backlund                 | World Wrestling Federation |
| 1981  | Ted DiBiase                  | Mid South Wrestling |
| 1982  | Tiger Mask                   | New Japan Pro Wrestling World Wrestling Federation                                                                                          |
| 1983  | Tiger Mask                   | New Japan Pro Wrestling World Wrestling Federation                                                                                          |
| 1984  | Dynamite Kid Masa Saito      | Stampede Wrestling New Japan Pro Wrestling World Wrestling Federation American Wrestling Association                                        |
| 1985  | Tatsumi Fujinami             | New Japan Pro Wrestling World Wrestling Federation                                                                                          |
| 1986  | Tatsumi Fujinami             | New Japan Pro Wrestling World Wrestling Federation                                                                                          |
| 1987  | Nobuhiko Takada              | Universal Wrestling Federation |
| 1988  | Tatsumi Fujinami             | New Japan Pro Wrestling |
| 1989  | Jushin Liger                 | New Japan Pro Wrestling |
| 1990  | Jushin Liger                 | New Japan Pro Wrestling |
| 1991  | Jushin Liger                 | New Japan Pro Wrestling |
| 1992  | Jushin Liger                 | New Japan Pro Wrestling |
| 1993  | Hiroshi Hase                 | New Japan Pro Wrestling |
| 1994  | Chris Benoit                 | Extreme Championship Wrestling New Japan Pro Wrestling                                                                                      |
| 1995  | Chris Benoit                 | Extreme Championship Wrestling New Japan Pro Wrestling World Championship Wrestling                                                         |
| 1996  | Dean Malenko                 | World Championship Wrestling New Japan Pro Wrestling                                                                                        |
| 1997  | Dean Malenko                 | World Championship Wrestling New Japan Pro Wrestling                                                                                        |
| 1998  | Kiyoshi Tamura               | Pride Fighting Championship |
| 1999  | Shinjirō Ōtani               | New Japan Pro Wrestling |
| 2000  | Chris Benoit                 | World Wrestling Federation World Championship Wrestling                                                                                     |
| 2001  | Minoru Tanaka                | New Japan Pro Wrestling |
| 2002  | Kurt Angle                   | World Wrestling Entertainment |
| 2003  | Chris Benoit                 | World Wrestling Entertainment |
| 2004  | Chris Benoit                 | World Wrestling Entertainment |
| 2005  | Bryan Danielson/Daniel Bryan | Ring of Honor |
| 2006  | Bryan Danielson/Daniel Bryan | Ring of Honor |
| 2007  | Bryan Danielson/Daniel Bryan | Ring of Honor |
| 2008  | Bryan Danielson/Daniel Bryan | Ring of Honor |
| 2009  | Bryan Danielson/Daniel Bryan | Ring of Honor |
| 2010  | Bryan Danielson/Daniel Bryan | World Wrestling Entertainment |
| 2011  | Bryan Danielson/Daniel Bryan | World Wrestling Entertainment |
| 2012  | Bryan Danielson/Daniel Bryan | World Wrestling Entertainment |
| 2013  | Bryan Danielson/Daniel Bryan | World Wrestling Entertainment |
| 2014  | Zack Sabre Jr                | Pro Wrestling NOAH Pro Wrestling Guerilla Westside Xtreme Wrestling Progress Wrestling Revolution Pro Wrestling WWE New Japan Pro Wrestling |
| 2015  | Zack Sabre Jr                | Pro Wrestling NOAH Pro Wrestling Guerilla Westside Xtreme Wrestling Progress Wrestling Revolution Pro Wrestling WWE New Japan Pro Wrestling |
| 2016  | Zack Sabre Jr                | Pro Wrestling NOAH Pro Wrestling Guerilla Westside Xtreme Wrestling Progress Wrestling Revolution Pro Wrestling WWE New Japan Pro Wrestling |
| 2017  | Zack Sabre Jr                | Pro Wrestling NOAH Pro Wrestling Guerilla Westside Xtreme Wrestling Progress Wrestling Revolution Pro Wrestling WWE New Japan Pro Wrestling |
| 2018  | Zack Sabre Jr                | Pro Wrestling NOAH Pro Wrestling Guerilla Westside Xtreme Wrestling Progress Wrestling Revolution Pro Wrestling WWE New Japan Pro Wrestling |
| 2019  | Zack Sabre Jr                | Pro Wrestling NOAH Pro Wrestling Guerilla Westside Xtreme Wrestling Progress Wrestling Revolution Pro Wrestling WWE New Japan Pro Wrestling |
| 2020  | Zack Sabre Jr                | Pro Wrestling NOAH Pro Wrestling Guerilla Westside Xtreme Wrestling Progress Wrestling Revolution Pro Wrestling WWE New Japan Pro Wrestling |
| 2021  | Bryan Danielson/Daniel Bryan | World Wrestling Entertainment All Elite Wrestling                                                                                           |
| 2022  | Bryan Danielson/Daniel Bryan | World Wrestling Entertainment All Elite Wrestling                                                                                           |
| 2023  | Bryan Danielson/Daniel Bryan | World Wrestling Entertainment All Elite Wrestling                                                                                           |
| 2024  | Zack Sabre Jr                | New Japan Pro Wrestling |

#### Pro Wrestling Match of the Year
Récompense le meilleur combat de catch de l’année.

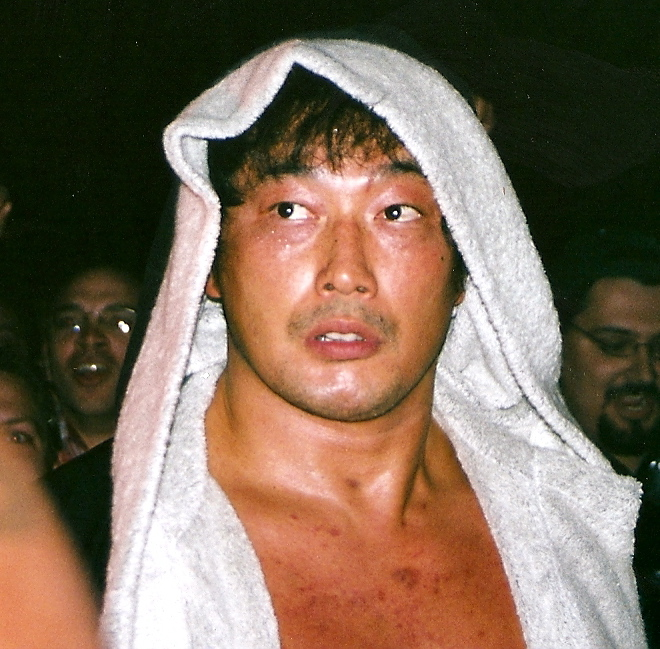
Kenta Kobashi a participé à 6 matchs élus Combat de l’Année

| Année | Gagnant                                                                       | Promotion                          | Lieu et date                                          |
| ----- | ----------------------------------------------------------------------------- | ---------------------------------- | ----------------------------------------------------- |
| 1980  | Bob Backlund vs. Ken Patera Texas Death Match                                 | World Wrestling Federation         | New York 19 mai                                       |
| 1981  | Pat Patterson vs. Sgt. Slaughter Alley Fight                                  | World Wrestling Federation         | New York 21 avril                                     |
| 1982  | Tiger Mask vs. Dynamite Kid                                                   | New Japan Pro Wrestling            | Tokyo 5 août                                          |
| 1983  | Ric Flair vs. Harley Race Steel cage match                                    | National Wrestling Alliance        | The Final Conflict Starrcade Greensboro 24 novembre   |
| 1984  | The Freebirds vs. The Von Erichs Anything Goes Match                          | World Class Championship Wrestling | Independance Day Star Wars Fort Worth 4 juillet       |
| 1985  | Tiger Mask II vs. Kuniaki Kobayashi                                           | All Japan Pro Wrestling            | Tokyo 21 juin                                         |
| 1986  | Ric Flair vs. Barry Windham                                                   | Jim Crockett Promotions            | Battle of the Belts II Orlando 14 février             |
| 1987  | Ricky Steamboat vs. Randy Savage                                              | World Wrestling Federation         | WrestleMania III Pontiac 29 mars                      |
| 1988  | Sting vs. Ric Flair                                                           | Jim Crockett Promotions            | Clash of the Champions I Greensboro 27 mars           |
| 1989  | Ricky Steamboat vs. Ric Flair Two Out of Three Falls                          | World Championship Wrestling       | Clash of the Champions VI La Nouvelle-Orléans 2 avril |
| 1990  | Jushin Liger vs. Naoki Sano                                                   | New Japan Pro Wrestling            | Osaka 31 janvier                                      |
| 1991  | Hiroshi Hase & Kensuke Sasaki vs. Steiner Brothers                            | New Japan Pro Wrestling            | Starrcade in Tokyo Dome Tokyo 21 mars                 |
| 1992  | Kenta Kobashi & Tsuyoshi Kikuchi vs. Doug Furnas & Dan Kroffat                | All Japan Pro Wrestling            | Sendai 25 mai                                         |
| 1993  | Manami Toyota & Toshiyo Yamada vs. Dynamite Kansai & Mayumi Ozaki             | All Japan Women's Pro Wrestling    | Dream Slam II Osaka 21 avril                          |
| 1994  | Razor Ramon vs. Shawn Michaels Ladder match                                   | World Wrestling Federation         | WrestleMania X New York 20 mars                       |
| 1995  | Manami Toyota vs. Kyoko Inoue                                                 | All Japan Women's Pro Wrestling    | Tokyo 7 mai                                           |
| 1996  | Mitsuharu Misawa & Jun Akiyama vs. Steve Williams & Johnny Ace                | All Japan Pro Wrestling            | Tokyo 7 juin                                          |
| 1997  | Bret Hart vs. Steve Austin Submission match                                   | World Wrestling Federation         | WrestleMania 13 Rosemont 23 mars                      |
| 1998  | Kenta Kobashi vs. Mitsuharu Misawa                                            | All Japan Pro Wrestling            | Tokyo 31 octobre                                      |
| 1999  | Kenta Kobashi vs. Mitsuharu Misawa                                            | All Japan Pro Wrestling            | Tokyo 11 juin                                         |
| 2000  | Atlantis vs. Villano III                                                      | Consejo Mundial de Lucha Libre     | Juicio Final Mexico 17 mars                           |
| 2001  | Keiji Mutō vs. Genichiro Tenryu                                               | All Japan Pro Wrestling            | Tokyo 8 juin                                          |
| 2002  | Kurt Angle & Chris Benoit vs. Edge & Rey Mysterio                             | World Wrestling Entertainment      | No Mercy Little Rock 20 octobre                       |
| 2003  | Kenta Kobashi vs. Mitsuharu Misawa                                            | Pro Wrestling NOAH                 | Navigate for Evolution Tokyo 1er mars                 |
| 2004  | Kenta Kobashi vs. Jun Akiyama                                                 | Pro Wrestling NOAH                 | Departure Tokyo 10 juillet                            |
| 2005  | Kenta Kobashi vs. Samoa Joe                                                   | Ring of Honor                      | Joe vs. Kobashi Manhattan 1er octobre                 |
| 2006  | Dragon Kid, Ryo Saito & Genki Horiguchi vs. Cima, Masato Yoshino & Naruki Doi | Ring of Honor                      | ROH Supercard of Honor Chicago Ridge 31 mars          |
| 2007  | Takeshi Morishima vs. Bryan Danielson                                         | Ring of Honor                      | ROH Manhattan Mayhem II Manhattan 25 août             |
| 2008  | Chris Jericho vs. Shawn Michaels Ladder match                                 | World Wrestling Entertainment      | No Mercy Portland 5 octobre                           |
| 2009  | The Undertaker vs. Shawn Michaels                                             | World Wrestling Entertainment      | WrestleMania XXV Houston 5 avril                      |
| 2010  | The Undertaker vs. Shawn Michaels                                             | World Wrestling Entertainment      | WrestleMania XXVI Glendale 28 mars                    |
| 2011  | CM Punk vs. John Cena                                                         | World Wrestling Entertainment      | Money in the Bank Chicago 17 juillet                  |
| 2012  | Hiroshi Tanahashi vs. Minoru Suzuki                                           | New Japan Pro-Wrestling            | Kings of Pro-Wrestling Tokyo 8 octobre                |
| 2013  | Hiroshi Tanahashi vs. Kazuchika Okada                                         | New Japan Pro-Wrestling            | Invasion Attack Tokyo 7 avril                         |
| 2014  | AJ Styles vs Minoru Suzuki                                                    | New Japan Pro-Wrestling            | G1 Climax Tokyo 1er août                              |
| 2015  | Shinsuke Nakamura vs Kota Ibushi                                              | New Japan Pro-Wrestling            | Wrestle Kingdom 9 Tokyo 4 janvier                     |
| 2016  | Kazuchika Okada vs Hiroshi Tanahashi                                          | New Japan Pro-Wrestling            | Wrestle Kingdom 10 Tokyo 4 janvier                    |
| 2017  | Kazuchika Okada vs Kenny Omega                                                | New Japan Pro-Wrestling            | Wrestle Kingdom 11 Tokyo 4 janvier                    |
| 2018  | Kazuchika Okada vs Kenny Omega                                                | New Japan Pro-Wrestling            | Dominion 6.9 In Osaka-jo Hall Osaka 9 juin            |
| 2019  | Will Ospreay vs Shingo Takagi                                                 | New Japan Pro-Wrestling            | Best of the Super Juniors 26 Final Tokyo 5 juin       |
| 2020  | Kenny Omega et Adam Page vs. The Young Bucks                                  | All Elite Wrestling                | Revolution Chicago 29 février                         |
| 2021  | The Young Bucks vs. Lucha Brothers                                            | All Elite Wrestling                | All Out Chicago (Hoffman Estates) 5 septembre         |
| 2022  | Kazuchika Okada vs. Will Ospreay                                              | New Japan Pro-Wrestling            | G1 Climax 32 Final Tokyo 18 août                      |
| 2023  | Kenny Omega vs. Will Ospreay                                                  | New Japan Pro-Wrestling            | Wrestle Kingdom 17 Tokyo 4 Janvier                    |
| 2024  | Will Ospreay vs. Bryan Danielson                                              | All Elite Wrestling                | Dynasty Saint Louis 21 avril                          |

#### MMA Fight of the Year
Récompense le meilleur combat de MMA de l’année.
| Année | Gagnant                                   | Promotion                      | Date et lieu                                                                    |
| ----- | ----------------------------------------- | ------------------------------ | ------------------------------------------------------------------------------- |
| 1997  | Maurice Smith vs. Mark Coleman            | Ultimate Fighting Championship | UFC 14 Birmingham 27 juillet                                                    |
| 1998  | Jerry Bohlander vs. Kevin Jackson         | Ultimate Fighting Championship | UFC 16 La Nouvelle-Orléans 13 mars                                              |
| 1999  | Frank Shamrock vs. Tito Ortiz             | Ultimate Fighting Championship | UFC 22 Lake Charles 24 septembre                                                |
| 2000  | Kazushi Sakuraba vs. Royce Gracie         | Pride Fighting Championship    | Grand Prix 2000 Finals Tokyo 1er mai                                            |
| 2001  | Randy Couture vs. Pedro Rizzo             | Ultimate Fighting Championship | UFC 31 Atlantic City 4 mai                                                      |
| 2002  | Don Frye vs. Yoshihiro Takayama           | Pride Fighting Championship    | Pride 21 Saitama 23 juin                                                        |
| 2003  | Wanderlei Silva vs. Hidehiko Yoshida      | Pride Fighting Championship    | Final Conflict Tokyo 9 novembre                                                 |
| 2004  | Wanderlei Silva vs. Quinton Jackson       | Pride Fighting Championship    | Pride 28 Saitama 31 octobre                                                     |
| 2005  | Forrest Griffin vs. Stephan Bonnar        | Ultimate Fighting Championship | The Ultimate Fighter 1 Finale Las Vegas 9 avril                                 |
| 2006  | Diego Sanchez vs. Karo Parisyan           | Ultimate Fighting Championship | Fight Night: Sanchez vs. Parisyan Las Vegas 17 août                             |
| 2007  | Randy Couture vs. Tim Sylvia              | Ultimate Fighting Championship | UFC 68 Columbus 3 mars                                                          |
| 2008  | Forrest Griffin vs. Quinton Jackson       | Ultimate Fighting Championship | UFC 86 Las Vegas 5 juillet                                                      |
| 2009  | Diego Sanchez vs. Clay Guida              | Ultimate Fighting Championship | The Ultimate Fighter: United States vs. United Kingdom Finale Las Vegas 20 juin |
| 2010  | Leonard Garcia vs. Jung Chan-Sung         | World Extreme Cagefighting     | WEC 48 Sacramento 24 avril                                                      |
| 2011  | Dan Henderson vs. Maurício Rua            | Ultimate Fighting Championship | UFC 139 San José 19 novembre                                                    |
| 2012  | Jung Chan-Sung vs. Dustin Poirier         | Ultimate Fighting Championship | UFC on Fuel TV: Korean Zombie vs. Poirier Fairfax 15 mai                        |
| 2013  | Gilbert Melendez vs. Diego Sanchez        | Ultimate Fighting Championship | UFC 166 Houston 19 octobre                                                      |
| 2014  | Johny Hendricks vs. Robbie Lawler         | Ultimate Fighting Championship | UFC 171 Dallas 15 mars                                                          |
| 2015  | Robbie Lawler vs. Rory MacDonald          | Ultimate Fighting Championship | UFC 189 Las Vegas 11 juillet                                                    |
| 2016  | Robbie Lawler vs. Carlos Condit           | Ultimate Fighting Championship | UFC 195 Las Vegas 2 janvier                                                     |
| 2017  | Cub Swanson vs. Doo Hoo Choi              | Ultimate Fighting Championship | UFC 206 Toronto 10 décembre                                                     |
| 2018  | Justin Gaethje vs. Dustin Poirier         | Ultimate Fighting Championship | UFC on Fox: Poirier vs. Gaethje Glendale 14 avril                               |
| 2019  | Israel Adesanya vs. Kelvin Gastelum       | Ultimate Fighting Championship | UFC 236 Atlanta 13 avril                                                        |
| 2020  | Zhang Weili vs. Joanna Jędrzejczyk        | Ultimate Fighting Championship | UFC 248 Las Vegas 7 mars                                                        |
| 2021  | Justin Gaethje vs. Michael Chandler       | Ultimate Fighting Championship | UFC 268 New York 6 novembre                                                     |
| 2022  | Jiří Procházka vs. Glover Texeira         | Ultimate Fighting Championship | UFC 275 Kallang 11 juin                                                         |
| 2023  | Islam Makhachev vs. Alexander Volkanovski | Ultimate Fighting Championship | UFC 284 Perth 12 février                                                        |
| 2024  | Max Holloway vs. Justin Gaethje           | Ultimate Fighting Championship | UFC 300 Las Vegas 13 avril                                                      |

#### Bruiser Brody Memorial Award (Best Brawler)
Récompense le meilleur « bagarreur », c’est-à-dire le catcheur employant un style proche de la bagarre de rue, le plus intense, le plus réaliste et le plus divertissant. Ce prix a adopté de nom le Bruiser Brody, premier gagnant et par 5 fois, en hommage après sa mort en 1988.

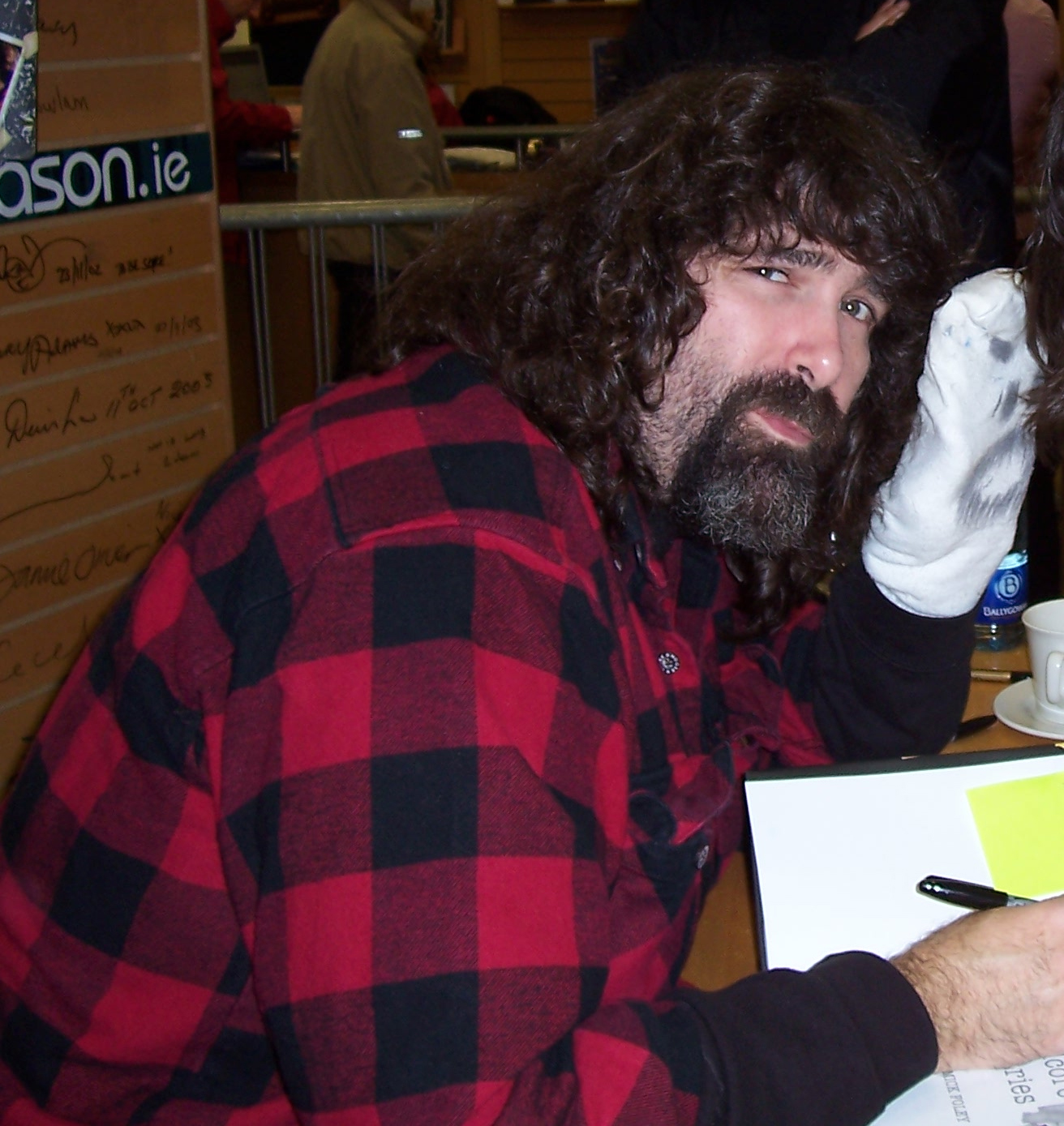
Mick Foley a obtenu le prix dix années d'affilée, ce qui constitue un record.

| Année | Gagnant                        | Promotion                                                                   |
| ----- | ------------------------------ | --------------------------------------------------------------------------- |
| 1980  | Bruiser Brody                  | World Wrestling Council                                                     |
| 1981  | Bruiser Brody                  | World Wrestling Council                                                     |
| 1982  | Bruiser Brody                  | World Wrestling Council                                                     |
| 1983  | Bruiser Brody                  | World Wrestling Council                                                     |
| 1984  | Bruiser Brody                  | World Wrestling Council All Japan Pro Wrestling                             |
| 1985  | Stan Hansen                    | All Japan Pro Wrestling National Wrestling Alliance                         |
| 1986  | Terry Gordy                    | All Japan Pro Wrestling Jim Crockett Promotions                             |
| 1987  | Bruiser Brody                  | World Wrestling Council                                                     |
| 1988  | Bruiser Brody                  | World Wrestling Council                                                     |
| 1989  | Terry Funk                     | World Championship Wrestling                                                |
| 1990  | Stan Hansen                    | All Japan Pro Wrestling                                                     |
| 1991  | Cactus Jack/Mankind/Mick Foley | World Championship Wrestling                                                |
| 1992  | Cactus Jack/Mankind/Mick Foley | World Championship Wrestling                                                |
| 1993  | Cactus Jack/Mankind/Mick Foley | World Championship Wrestling Extreme Championship Wrestling                 |
| 1994  | Cactus Jack/Mankind/Mick Foley | Extreme Championship Wrestling International Wrestling Association of Japan |
| 1995  | Cactus Jack/Mankind/Mick Foley | Extreme Championship Wrestling International Wrestling Association of Japan |
| 1996  | Cactus Jack/Mankind/Mick Foley | World Wrestling Federation                                                  |
| 1997  | Cactus Jack/Mankind/Mick Foley | World Wrestling Federation                                                  |
| 1998  | Cactus Jack/Mankind/Mick Foley | World Wrestling Federation                                                  |
| 1999  | Cactus Jack/Mankind/Mick Foley | World Wrestling Federation                                                  |
| 2000  | Cactus Jack/Mankind/Mick Foley | World Wrestling Federation                                                  |
| 2001  | Steve Austin                   | World Wrestling Federation                                                  |
| 2002  | Yoshihiro Takayama             | New Japan Pro-Wrestling Pride Fighting Championship                         |
| 2003  | Brock Lesnar                   | World Wrestling Entertainment                                               |
| 2004  | Chris Benoit                   | World Wrestling Entertainment                                               |
| 2005  | Samoa Joe                      | Ring of Honor Total Nonstop Action Wrestling                                |
| 2006  | Samoa Joe                      | Ring of Honor Total Nonstop Action Wrestling                                |
| 2007  | Takeshi Morishima              | Ring of Honor Pro Wrestling NOAH                                            |
| 2008  | Necro Butcher                  | Ring of Honor Combat Zone Wrestling                                         |
| 2009  | Necro Butcher                  | Ring of Honor                                                               |
| 2010  | Kevin Steen                    | Ring of Honor                                                               |
| 2011  | Kevin Steen                    | Pro Wrestling Guerrilla Ring of Honor                                       |
| 2012  | Kevin Steen                    | Pro Wrestling Guerrilla Ring of Honor                                       |
| 2013  | Katsuyori Shibata              | New Japan Pro-Wrestling                                                     |
| 2014  | Tomohiro Ishii                 | New Japan Pro-Wrestling                                                     |
| 2015  | Tomohiro Ishii                 | New Japan Pro-Wrestling                                                     |
| 2016  | Tomohiro Ishii                 | New Japan Pro-Wrestling                                                     |
| 2017  | Tomohiro Ishii                 | New Japan Pro-Wrestling                                                     |
| 2018  | Tomohiro Ishii                 | New Japan Pro-Wrestling                                                     |
| 2019  | Tomohiro Ishii                 | New Japan Pro-Wrestling                                                     |
| 2020  | Jon Moxley                     | All Elite Wrestling New Japan Pro-Wrestling                                 |
| 2021  | Jon Moxley                     | All Elite Wrestling New Japan Pro-Wrestling                                 |
| 2022  | Jon Moxley                     | All Elite Wrestling New Japan Pro-Wrestling                                 |
| 2023  | Jon Moxley                     | All Elite Wrestling New Japan Pro-Wrestling                                 |
| 2024  | Adam Page                      | All Elite Wrestling                                                         |

#### Best Flying Wrestler
Récompense le meilleur “voltigeur” en catch, celui qui utilise des prises de haute-voltige de la manière la plus réaliste, la plus spectaculaire et la plus fluide.

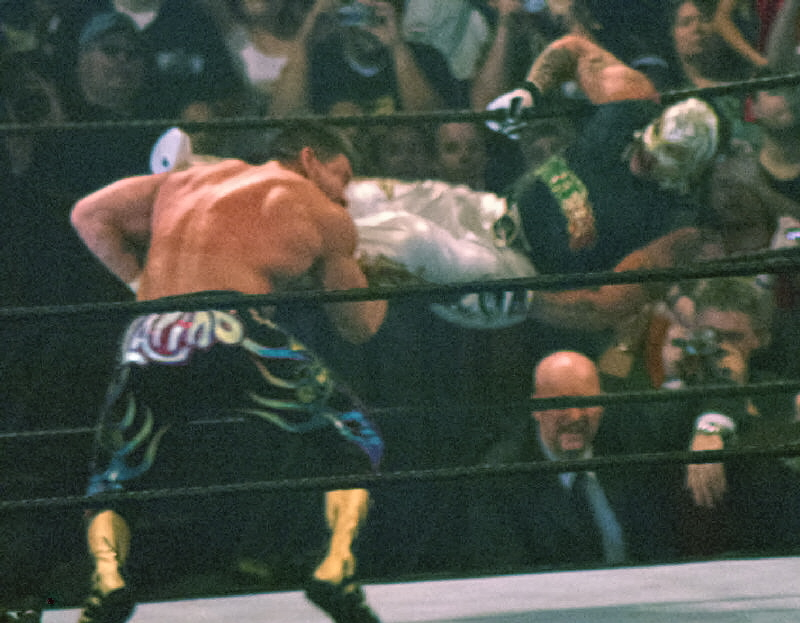
Rey Mysterio a remporté ce prix huit fois

| Année | Gagnant                | Promotion(s)                                                                        |
| ----- | ---------------------- | ----------------------------------------------------------------------------------- |
| 1981  | Jimmy Snuka            | World Wrestling Federation                                                          |
| 1982  | Tiger Mask             | New Japan Pro-Wrestling National Wrestling Alliance World Wrestling Federation      |
| 1983  | Tiger Mask             | New Japan Pro-Wrestling National Wrestling Alliance World Wrestling Federation      |
| 1984  | Dynamite Kid           | New Japan Pro-Wrestling National Wrestling Alliance World Wrestling Federation      |
| 1985  | Tiger Mask II          | All Japan Pro Wrestling                                                             |
| 1986  | Tiger Mask II          | All Japan Pro Wrestling                                                             |
| 1987  | Owen Hart              | New Japan Pro-Wrestling World Wrestling Federation                                  |
| 1988  | Owen Hart              | New Japan Pro-Wrestling World Wrestling Federation                                  |
| 1989  | Jushin Liger           | New Japan Pro-Wrestling                                                             |
| 1990  | Jushin Liger           | New Japan Pro-Wrestling                                                             |
| 1991  | Jushin Liger           | New Japan Pro-Wrestling                                                             |
| 1992  | Jushin Liger           | New Japan Pro-Wrestling                                                             |
| 1993  | Jushin Liger           | New Japan Pro-Wrestling World Championship Wrestling                                |
| 1994  | Great Sasuke           | Michinoku Pro Wrestling New Japan Pro-Wrestling                                     |
| 1995  | Rey Mysterio           | Asistencia Asesoría y Administración Extreme Championship Wrestling                 |
| 1996  | Rey Mysterio           | Extreme Championship Wrestling World Championship Wrestling                         |
| 1997  | Rey Mysterio           | World Championship Wrestling                                                        |
| 1998  | Juventud Guerrera      | World Championship Wrestling Asistencia Asesoría y Administración                   |
| 1999  | Juventud Guerrera      | World Championship Wrestling Asistencia Asesoría y Administración                   |
| 2000  | Jeff Hardy             | World Wrestling Federation                                                          |
| 2001  | Dragon Kid             | Toryumon                                                                            |
| 2002  | Rey Mysterio           | World Wrestling Entertainment                                                       |
| 2003  | Rey Mysterio           | World Wrestling Entertainment                                                       |
| 2004  | Rey Mysterio           | World Wrestling Entertainment                                                       |
| 2005  | A.J. Styles            | Ring of Honor Total Nonstop Action Wrestling                                        |
| 2006  | Místico                | Consejo Mundial de Lucha Libre                                                      |
| 2007  | Místico                | Consejo Mundial de Lucha Libre                                                      |
| 2008  | Evan Bourne            | World Wrestling Entertainment                                                       |
| 2009  | Kōta Ibushi            | Dramatic Dream Team                                                                 |
| 2010  | Kōta Ibushi            | Dramatic Dream Team                                                                 |
| 2011  | Ricochet               | Dragon Gate Pro Wrestling Guerrilla                                                 |
| 2012  | Kōta Ibushi            | Dramatic Dream Team New Japan Pro-Wrestling                                         |
| 2013  | Kōta Ibushi            | Dramatic Dream Team New Japan Pro-Wrestling                                         |
| 2014  | Ricochet / Prince Puma | New Japan Pro-Wrestling, Dragon Gate, Lucha Underground                             |
| 2015  | Ricochet / Prince Puma | New Japan Pro-Wrestling, Dragon Gate, Lucha Underground                             |
| 2016  | Will Ospreay           | Progress Wrestling, Revolution Pro Wrestling, New Japan Pro-Wrestling,Ring of Honor |
| 2017  | Will Ospreay           | Progress Wrestling, Revolution Pro Wrestling, New Japan Pro-Wrestling,Ring of Honor |
| 2018  | Will Ospreay           | Progress Wrestling, Revolution Pro Wrestling, New Japan Pro-Wrestling,Ring of Honor |
| 2019  | Will Ospreay           | Progress Wrestling, Revolution Pro Wrestling, New Japan Pro-Wrestling,Ring of Honor |
| 2020  | Rey Fénix              | All Elite Wrestling Lucha Libre AAA Worldwide                                       |
| 2021  | Rey Fénix              | All Elite Wrestling Lucha Libre AAA Worldwide                                       |
| 2022  | El Hijo del Vikingo    | Lucha Libre AAA Worldwide All Elite Wrestling                                       |
| 2023  | El Hijo del Vikingo    | Lucha Libre AAA Worldwide All Elite Wrestling                                       |
| 2024  | Will Ospreay           | New Japan Pro-Wrestling All Elite Wrestling                                         |

#### Most Overrated
Récompense le catcheur ou combattant de MMA le plus sur-estimé par la (les) promotion(s) qui l’utilise(nt), c’est-à-dire celui dont le talent, le charisme et/ou la capacité à attirer un public sont nettement inférieurs au niveau logiquement requis pour occuper le rang qu’il occupe.

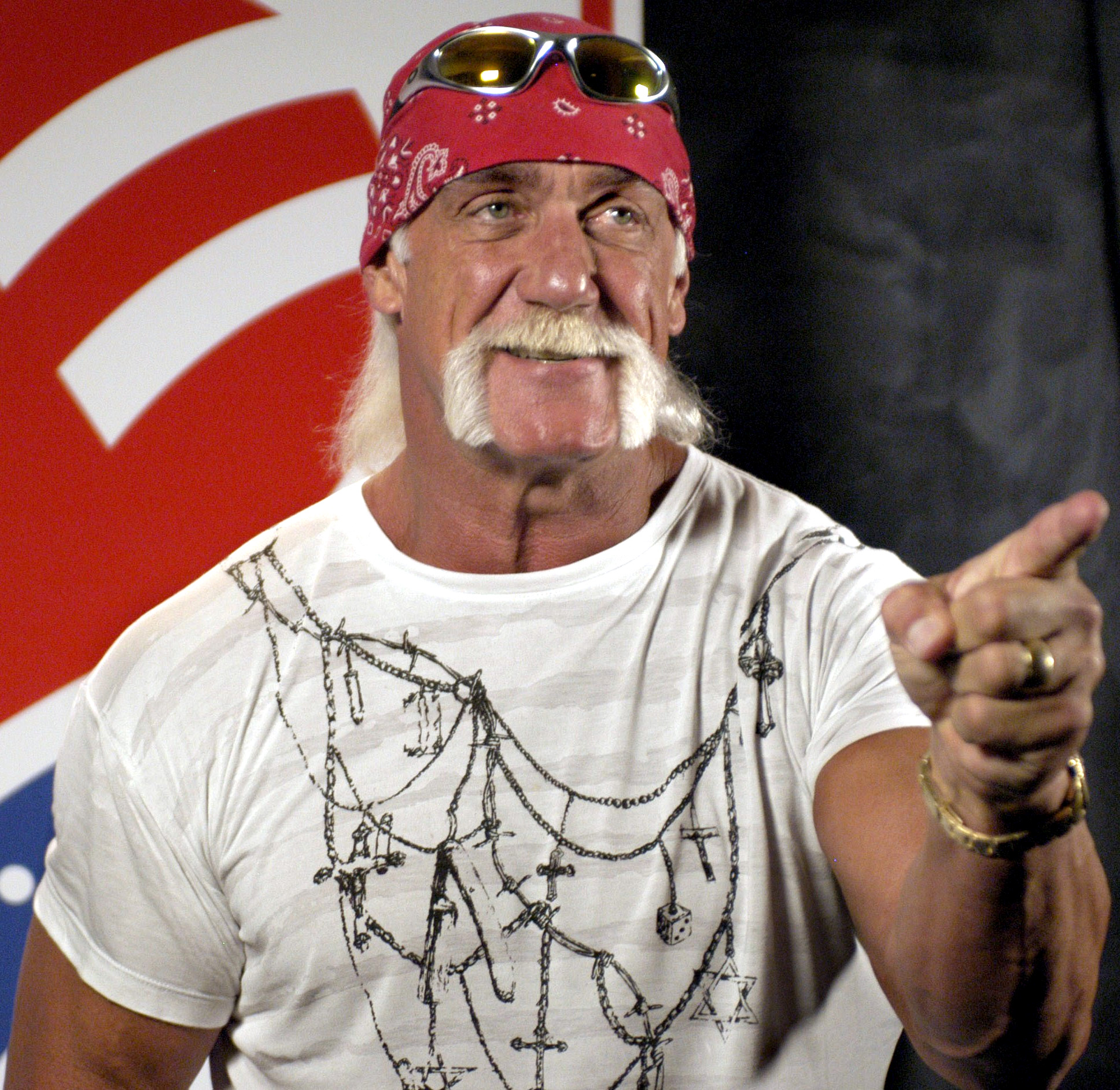
Hulk Hogan a reçu ce prix négatif sept fois, un record, dont cinq d’affilée

| Année | Gagnant              | Promotion(s)                   |
| ----- | -------------------- | ------------------------------ |
| 1980  | Mr. Wrestling II     | National Wrestling Alliance    |
| 1981  | Pedro Morales        | World Wrestling Federation     |
| 1982  | Pedro Morales        | World Wrestling Federation     |
| 1983  | Bob Backlund         | World Wrestling Federation     |
| 1984  | Big John Studd       | World Wrestling Federation     |
| 1985  | Hulk Hogan           | World Wrestling Federation     |
| 1986  | Hulk Hogan           | World Wrestling Federation     |
| 1987  | Dusty Rhodes         | Jim Crockett Promotions        |
| 1988  | Dusty Rhodes         | Jim Crockett Promotions        |
| 1989  | The Ultimate Warrior | World Wrestling Federation     |
| 1990  | The Ultimate Warrior | World Wrestling Federation     |
| 1991  | The Ultimate Warrior | World Wrestling Federation     |
| 1992  | Erik Watts           | World Championship Wrestling   |
| 1993  | Sid Vicious          | World Championship Wrestling   |
| 1994  | Hulk Hogan           | World Championship Wrestling   |
| 1995  | Hulk Hogan           | World Championship Wrestling   |
| 1996  | Hulk Hogan           | World Championship Wrestling   |
| 1997  | Hulk Hogan           | World Championship Wrestling   |
| 1998  | Hulk Hogan           | World Championship Wrestling   |
| 1999  | Kevin Nash           | World Championship Wrestling   |
| 2000  | Kevin Nash           | World Championship Wrestling   |
| 2001  | The Undertaker       | World Wrestling Federation     |
| 2002  | Triple H             | World Wrestling Federation     |
| 2003  | Triple H             | World Wrestling Federation     |
| 2004  | Triple H             | World Wrestling Federation     |
| 2005  | Jeff Jarrett         | Total Nonstop Action Wrestling |
| 2006  | Batista              | World Wrestling Entertainment  |
| 2007  | The Great Khali      | World Wrestling Entertainment  |
| 2008  | Vladimir Kozlov      | World Wrestling Entertainment  |
| 2009  | Triple H             | World Wrestling Entertainment  |
| 2010  | Kane                 | World Wrestling Entertainment  |
| 2011  | Crimson              | Total Nonstop Action Wrestling |
| 2012  | Ryback               | World Wrestling Entertainment  |
| 2013  | Randy Orton          | World Wrestling Entertainment  |
| 2014  | Kane                 | World Wrestling Entertainment  |
| 2015  | Kane                 | World Wrestling Entertainment  |
| 2016  | Roman Reigns         | World Wrestling Entertainment  |
| 2017  | Jinder Mahal         | World Wrestling Entertainment  |
| 2018  | Baron Corbin         | World Wrestling Entertainment  |
| 2019  | Baron Corbin         | World Wrestling Entertainment  |
| 2020  | Bray Wyatt           | World Wrestling Entertainment  |
| 2021  | Evil                 | New Japan Pro-Wrestling        |
| 2022  | Ronda Rousey         | World Wrestling Entertainment  |
| 2023  | Sanada               | New Japan Pro-Wrestling        |
| 2024  | Nia Jax              | World Wrestling Entertainment  |

#### Most Underrated
Le prix contraire du «Most Overrated». Récompense le catcheur ou combattant de MMA le plus sous-estimé par la (les) promotion(s) qui l’utilise(nt), c’est-à-dire celui dont le talent, le charisme et/ou la capacité à attirer un public sont nettement supérieurs au rang qu’il occupe.

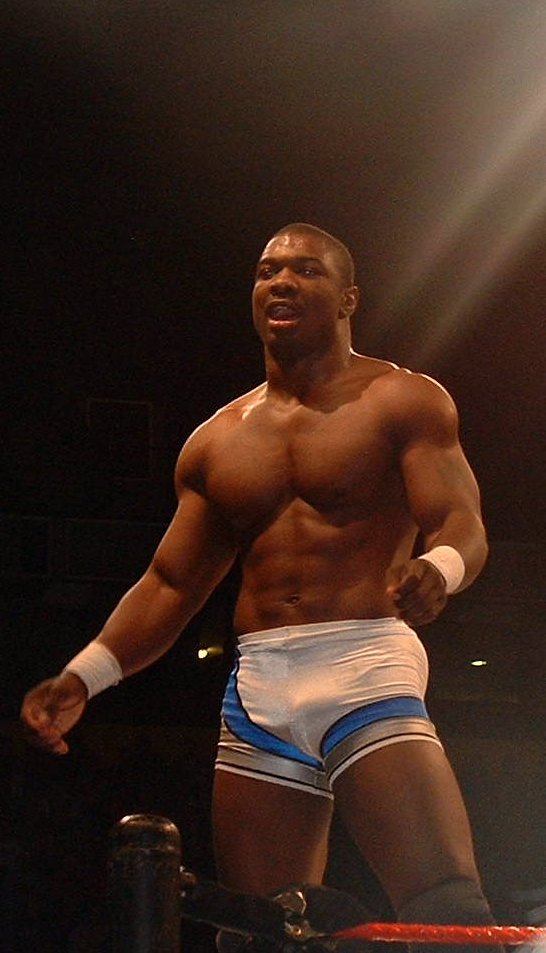
Shelton Benjamin, élu 3 fois le plus sous-estimé par son employeur

| Année | Gagnant                  | Promotion(s)                                            |
| ----- | ------------------------ | ------------------------------------------------------- |
| 1980  | Iron Sheik               | World Wrestling Federation                              |
| 1981  | Buzz Sawyer              | National Wrestling Alliance                             |
| 1982  | Adrian Adonis            | American Wrestling Association                          |
| 1983  | Dynamite Kid             | New Japan Pro Wrestling Stampede Wrestling              |
| 1984  | B. Brian Blair           | World Wrestling Federation                              |
| 1985  | Bobby Eaton              | Jim Crockett Promotions                                 |
| 1986  | Bobby Eaton              | Jim Crockett Promotions                                 |
| 1987  | Brad Armstrong           | Jim Crockett Promotions                                 |
| 1988  | Tiger Mask II            | All Japan Pro Wrestling                                 |
| 1989  | Dan Kroffat              | All Japan Pro Wrestling                                 |
| 1990  | Bobby Eaton              | World Championship Wrestling                            |
| 1991  | Terry Taylor             | World Championship Wrestling                            |
| 1992  | Terry Taylor             | World Championship Wrestling                            |
| 1993  | Bobby Eaton              | World Championship Wrestling                            |
| 1994  | Brian Pillman            | World Championship Wrestling                            |
| 1995  | Skip                     | World Wrestling Federation                              |
| 1996  | Leif Cassidy             | World Wrestling Federation                              |
| 1997  | Flash Funk               | World Wrestling Federation                              |
| 1998  | Chris Benoit             | World Championship Wrestling                            |
| 1999  | Chris Jericho            | World Championship Wrestling World Wrestling Federation |
| 2000  | Chris Jericho            | World Wrestling Federation                              |
| 2001  | Lance Storm              | World Wrestling Federation World Championship Wrestling |
| 2002  | Booker T                 | World Wrestling Entertainment                           |
| 2003  | Último Dragón            | World Wrestling Entertainment                           |
| 2004  | Paul London              | World Wrestling Entertainment                           |
| 2005  | Shelton Benjamin         | World Wrestling Entertainment                           |
| 2006  | Shelton Benjamin         | World Wrestling Entertainment                           |
| 2007  | Shelton Benjamin         | World Wrestling Entertainment                           |
| 2008  | Montel Vontavious Porter | World Wrestling Entertainment                           |
| 2009  | Evan Bourne              | World Wrestling Entertainment                           |
| 2010  | Kaval                    | World Wrestling Entertainment                           |
| 2011  | Dolph Ziggler            | World Wrestling Entertainment                           |
| 2012  | Tyson Kidd               | World Wrestling Entertainment                           |
| 2013  | Cesaro                   | World Wrestling Entertainment                           |
| 2014  | Cesaro                   | World Wrestling Entertainment                           |
| 2015  | Cesaro                   | World Wrestling Entertainment                           |
| 2016  | Cesaro                   | World Wrestling Entertainment                           |
| 2017  | Rusev                    | World Wrestling Entertainment                           |
| 2018  | Finn Balor               | World Wrestling Entertainment                           |
| 2019  | Shorty G                 | World Wrestling Entertainment                           |
| 2020  | Ricochet                 | World Wrestling Entertainment                           |
| 2021  | Ricochet                 | World Wrestling Entertainment                           |
| 2022  | Konosuke Takeshita       | All Elite Wrestling DDT Pro Wrestling                   |
| 2023  | Chad Gable               | World Wrestling Entertainment                           |
| 2024  | Konosuke Takeshita       | All Elite Wrestling DDT Pro Wrestling                   |

#### Rookie of the Year
Récompense le débutant de l’année avec le plus gros potentiel.
| Année | Gagnant                          | Promotion(s)                                                            |
| ----- | -------------------------------- | ----------------------------------------------------------------------- |
| 1980  | Barry Windham                    | National Wrestling Alliance                                             |
| 1981  | Brad Armstrong et Brad Rheingans | National Wrestling Alliance                                             |
| 1982  | Steve Williams                   | National Wrestling Alliance                                             |
| 1983  | Road Warriors                    | National Wrestling Alliance                                             |
| 1984  | Tom Zenk et Keiichi Yamada       | World Wrestling Federation New Japan Pro-Wrestling                      |
| 1985  | Jack Victory                     | National Wrestling Alliance                                             |
| 1986  | Bam Bam Bigelow                  | World Wrestling Federation                                              |
| 1987  | Brian Pillman                    | Stampede Wrestling                                                      |
| 1988  | Gary Albright                    | Stampede Wrestling                                                      |
| 1989  | Dustin Rhodes                    | World Championship Wrestling                                            |
| 1990  | Steve Austin                     | World Championship Wrestling                                            |
| 1991  | Johnny B. Badd                   | World Championship Wrestling                                            |
| 1992  | Rey Misterio, Jr.                | Asistencia Asesoría y Administración                                    |
| 1993  | Jun Akiyama                      | All Japan Pro Wrestling                                                 |
| 1994  | Mikey Whipwreck                  | Extreme Championship Wrestling                                          |
| 1995  | Perro Aguayo, Jr.                | Consejo Mundial de Lucha Libre                                          |
| 1996  | The Giant                        | World Championship Wrestling                                            |
| 1997  | Mr. Águila                       | Asistencia Asesoría y Administración                                    |
| 1998  | Goldberg                         | World Championship Wrestling                                            |
| 1999  | Blitzkrieg                       | World Championship Wrestling                                            |
| 2000  | Sean O'Haire                     | World Championship Wrestling                                            |
| 2001  | El Hombre Sin Nombre             | Consejo Mundial de Lucha Libre                                          |
| 2002  | Bob Sapp                         | K-1                                                                     |
| 2003  | Chris Sabin                      | Total Nonstop Action Wrestling Ring of Honor Pro Wrestling Zero-One Max |
| 2004  | Petey Williams                   | Total Nonstop Action Wrestling                                          |
| 2005  | Shingo Takagi                    | Dragon Gate                                                             |
| 2006  | Atsushi Aoki                     | Pro Wrestling NOAH                                                      |
| 2007  | Erick Stevens                    | Ring of Honor                                                           |
| 2008  | KAI                              | All Japan Pro Wrestling                                                 |
| 2009  | Frightmare                       | CHIKARA                                                                 |
| 2010  | Adam Cole                        | Ring of Honor                                                           |
| 2011  | Daichi Hashimoto                 | Pro Wrestling ZERO1                                                     |
| 2012  | Dinastía                         | Asistencia Asesoría y Administración                                    |
| 2013  | Yohei Komatsu                    | New Japan Pro-Wrestling                                                 |
| 2014  | Dragon Lee II                    | Consejo Mundial de Lucha Libre                                          |
| 2015  | Chad Gable                       | World Wrestling Entertainment                                           |
| 2016  | Matt Riddle                      | Evolve Pro Wrestling Guerilla                                           |
| 2017  | Katsuya Kitamura (en)            | New Japan Pro-Wrestling                                                 |
| 2018  | Ronda Rousey                     | World Wrestling Entertainment                                           |
| 2019  | Jungle Boy                       | All Elite Wrestling                                                     |
| 2020  | Pat McAfee                       | World Wrestling Entertainment                                           |
| 2021  | Jade Cargill                     | All Elite Wrestling                                                     |
| 2022  | Bron Breakker                    | World Wrestling Entertainment                                           |
| 2023  | Yuma Anzai                       | All Japan Pro Wrestling                                                 |
| 2024  | Je'Von Evans                     | World Wrestling Entertainment                                           |

#### Best Weekly Television Show
Récompense la meilleure émission de télévision hebdomadaire de catch ou de MMA.
| Année | Gagnant                          | Promotion(s)                      |
| ----- | -------------------------------- | --------------------------------- |
| 1983  | World Pro Wrestling              | New Japan Pro-Wrestling           |
| 1984  | World Pro Wrestling              | New Japan Pro-Wrestling           |
| 1985  | Mid South Wrestling TV           | Mid South Wrestling               |
| 1986  | UWF TV                           | Universal Wrestling Federation    |
| 1987  | 90 Minute Memphis Live Wrestling | Continental Wrestling Association |
| 1988  | World Pro Wrestling              | New Japan Pro Wrestling           |
| 1989  | AJPW TV                          | All Japan Pro Wrestling           |
| 1990  | AJPW TV                          | All Japan Pro Wrestling           |
| 1991  | AJPW TV                          | All Japan Pro Wrestling           |
| 1992  | AJPW TV                          | All Japan Pro Wrestling           |
| 1993  | AJPW TV                          | All Japan Pro Wrestling           |
| 1994  | Hardcore TV                      | Extreme Championship Wrestling    |
| 1995  | Hardcore TV                      | Extreme Championship Wrestling    |
| 1996  | Hardcore TV                      | Extreme Championship Wrestling    |
| 1997  | World Pro Wrestling              | New Japan Pro-Wrestling           |
| 1998  | RAW is WAR                       | World Wrestling Federation        |
| 1999  | RAW is WAR                       | World Wrestling Federation        |
| 2000  | RAW is WAR                       | World Wrestling Federation        |
| 2001  | World Pro Wrestling              | New Japan Pro-Wrestling           |
| 2002  | SmackDown!                       | World Wrestling Entertainment     |
| 2003  | Power Hour                       | Pro Wrestling NOAH                |
| 2004  | RAW                              | World Wrestling Entertainment     |
| 2005  | The Ultimate Fighter             | Ultimate Fighting Championship    |
| 2006  | The Ultimate Fighter             | Ultimate Fighting Championship    |
| 2007  | The Ultimate Fighter             | Ultimate Fighting Championship    |
| 2008  | The Ultimate Fighter             | Ultimate Fighting Championship    |
| 2009  | Friday Night SmackDown!          | World Wrestling Entertainment     |
| 2010  | ROH on HD NET                    | Ring of Honor                     |
| 2011  | Friday Night SmackDown!          | World Wrestling Entertainment     |
| 2012  | TNA Impact Wrestling             | Total Nonstop Action Wrestling    |
| 2013  | NXT                              | World Wrestling Entertainment     |
| 2014  | NXT                              | World Wrestling Entertainment     |
| 2015  | NXT                              | World Wrestling Entertainment     |
| 2016  | NJPW on AXS                      | New Japan Pro-Wrestling           |
| 2017  | NJPW on AXS                      | New Japan Pro-Wrestling           |
| 2018  | NXT                              | World Wrestling Entertainment     |
| 2019  | AEW Dynamite                     | All Elite Wrestling               |
| 2020  | AEW Dynamite                     | All Elite Wrestling               |
| 2021  | AEW Dynamite                     | All Elite Wrestling               |
| 2022  | AEW Dynamite                     | All Elite Wrestling               |
| 2023  | AEW Dynamite                     | All Elite Wrestling               |
| 2024  | AEW Dynamite                     | All Elite Wrestling               |

#### Promotion of the Year
Récompense l'organisation qui a dominé l'année et/ou a proposé les meilleurs shows de manière régulière. La catégorie est ouverte aux promotions de catch comme à celles de MMA.
| Année | Gagnant                              |
| ----- | ------------------------------------ |
| 1983  | Jim Crockett Promotions              |
| 1984  | New Japan Pro-Wrestling              |
| 1985  | All Japan Pro Wrestling              |
| 1986  | Mid South Wrestling                  |
| 1987  | New Japan Pro-Wrestling              |
| 1988  | New Japan Pro-Wrestling              |
| 1989  | Universal Wrestling Association      |
| 1990  | All Japan Pro Wrestling              |
| 1991  | All Japan Pro Wrestling              |
| 1992  | New Japan Pro-Wrestling              |
| 1993  | All Japan Pro Wrestling              |
| 1994  | Asistencia Asesoría y Administración |
| 1995  | New Japan Pro-Wrestling              |
| 1996  | New Japan Pro-Wrestling              |
| 1997  | New Japan Pro-Wrestling              |
| 1998  | New Japan Pro-Wrestling              |
| 1999  | World Wrestling Federation           |
| 2000  | World Wrestling Federation           |
| 2001  | Pride Fighting Championship          |
| 2002  | Pride Fighting Championship          |
| 2003  | Pride Fighting Championship          |
| 2004  | Pro Wrestling NOAH                   |
| 2005  | Pro Wrestling NOAH                   |
| 2006  | Ultimate Fighting Championship       |
| 2007  | Ultimate Fighting Championship       |
| 2008  | Ultimate Fighting Championship       |
| 2009  | Ultimate Fighting Championship       |
| 2010  | Ultimate Fighting Championship       |
| 2011  | Ultimate Fighting Championship       |
| 2012  | New Japan Pro-Wrestling              |
| 2013  | New Japan Pro-Wrestling              |
| 2014  | New Japan Pro-Wrestling              |
| 2015  | New Japan Pro-Wrestling              |
| 2016  | New Japan Pro-Wrestling              |
| 2017  | New Japan Pro-Wrestling              |
| 2018  | New Japan Pro-Wrestling              |
| 2019  | New Japan Pro-Wrestling              |
| 2020  | All Elite Wrestling                  |
| 2021  | All Elite Wrestling                  |
| 2022  | All Elite Wrestling                  |
| 2023  | World Wrestling Entertainment        |
| 2024  | World Wrestling Entertainment        |

#### Best Non-Wrestler
Récompense une personnalité du monde du catch, mais qui n'est ni catcheur, ni manager, ni commentateur (Manager Général par exemple). Le prix récompense aussi bien le meilleur personnage ou celui qui joue le mieux son rôle.
| Année | Gagnant           | Promotion                                    |
| ----- | ----------------- | -------------------------------------------- |
| 1999  | Vince McMahon     | World Wrestling Federation/Entertainment     |
| 2000  | Vince McMahon     | World Wrestling Federation/Entertainment     |
| 2001  | Paul Heyman       | World Wrestling Federation/Entertainment     |
| 2002  | Paul Heyman       | World Wrestling Federation/Entertainment     |
| 2003  | Steve Austin      | World Wrestling Federation/Entertainment     |
| 2004  | Paul Heyman       | World Wrestling Federation/Entertainment     |
| 2005  | Eric Bischoff     | World Wrestling Federation/Entertainment     |
| 2006  | Jim Cornette      | Total Nonstop Action Wrestling Ring of Honor |
| 2007  | Larry Sweeney     | Ring of Honor                                |
| 2008  | Larry Sweeney     | Ring of Honor                                |
| 2009  | Vickie Guerrero   | World Wrestling Entertainment                |
| 2010  | Vickie Guerrero   | World Wrestling Entertainment                |
| 2011  | Ricardo Rodriguez | World Wrestling Entertainment                |
| 2012  | Paul Heyman       | World Wrestling Entertainment                |
| 2013  | Paul Heyman       | World Wrestling Entertainment                |
| 2014  | Paul Heyman       | World Wrestling Entertainment                |
| 2015  | Dario Cueto       | Lucha Underground                            |
| 2016  | Dario Cueto       | Lucha Underground                            |
| 2017  | Daniel Bryan      | World Wrestling Entertainment                |
| 2018  | Paul Heyman       | World Wrestling Entertainment                |
| 2019  | Paul Heyman       | World Wrestling Entertainment                |
| 2020  | Taz               | All Elite Wrestling                          |
| 2021  | Paul Heyman       | World Wrestling Entertainment                |
| 2022  | Paul Heyman       | World Wrestling Entertainment                |
| 2023  | Don Callis        | All Elite Wrestling                          |
| 2024  | Paul Heyman       | World Wrestling Entertainment                |

#### Best Television Announcer
Récompense le meilleur commentateur de catch ou de MMA. Toutes les langues sont en théorie éligibles même si dans les faits, 95 % des votants étant anglophones, tous les gagnants sont des commentateurs anglophones..

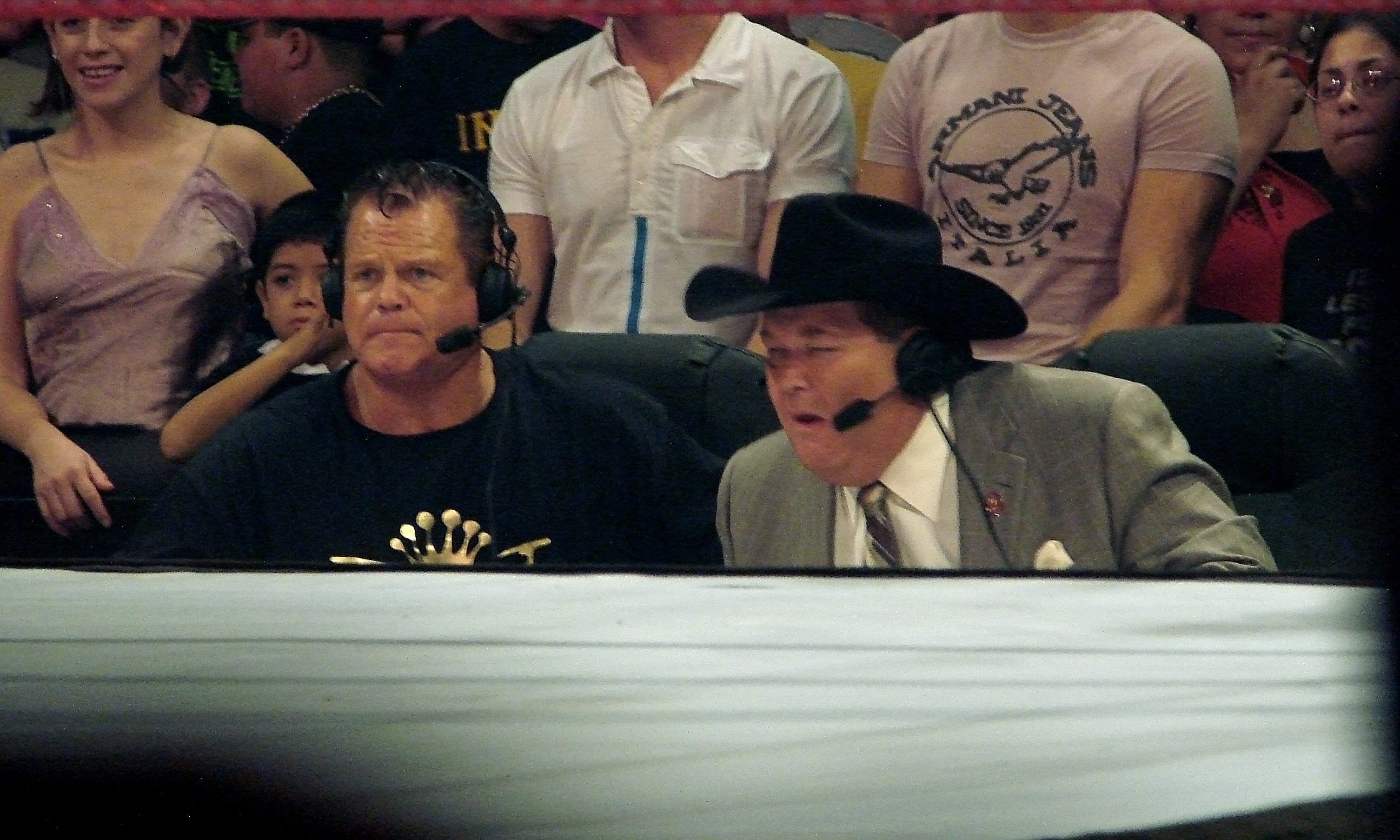
Jim Ross (à droite) a été élu meilleur commenteur 14 fois, un record.

| Année | Gagnant          | Promotion(s)                             |
| ----- | ---------------- | ---------------------------------------- |
| 1981  | Gordon Solie     | National Wrestling Alliance              |
| 1982  | Gordon Solie     | National Wrestling Alliance              |
| 1983  | Gordon Solie     | National Wrestling Alliance              |
| 1984  | Lance Russell    | Continental Wrestling Association        |
| 1985  | Lance Russell    | Continental Wrestling Association        |
| 1986  | Lance Russell    | Continental Wrestling Association        |
| 1987  | Lance Russell    | Continental Wrestling Association        |
| 1988  | Jim Ross         | World Championship Wrestling             |
| 1989  | Jim Ross         | World Championship Wrestling             |
| 1990  | Jim Ross         | World Championship Wrestling             |
| 1991  | Jim Ross         | World Championship Wrestling             |
| 1992  | Jim Ross         | World Championship Wrestling             |
| 1993  | Jim Ross         | World Wrestling Federation               |
| 1994  | Joey Styles      | Extreme Championship Wrestling           |
| 1995  | Joey Styles      | Extreme Championship Wrestling           |
| 1996  | Joey Styles      | Extreme Championship Wrestling           |
| 1997  | Mike Tenay       | World Championship Wrestling             |
| 1998  | Jim Ross         | World Wrestling Federation               |
| 1999  | Jim Ross         | World Wrestling Federation               |
| 2000  | Jim Ross         | World Wrestling Federation               |
| 2001  | Jim Ross         | World Wrestling Federation               |
| 2002  | Mike Tenay       | Total Nonstop Action Wrestling           |
| 2003  | Mike Tenay       | Total Nonstop Action Wrestling           |
| 2004  | Mike Tenay       | Total Nonstop Action Wrestling           |
| 2005  | Mike Tenay       | Total Nonstop Action Wrestling           |
| 2006  | Jim Ross         | World Wrestling Entertainment            |
| 2007  | Jim Ross         | World Wrestling Entertainment            |
| 2008  | Matt Striker     | World Wrestling Entertainment            |
| 2009  | Jim Ross         | World Wrestling Entertainment            |
| 2010  | Joe Rogan        | Ultimate Fighting Championship           |
| 2011  | Joe Rogan        | Ultimate Fighting Championship           |
| 2012  | Jim Ross         | World Wrestling Entertainment            |
| 2013  | William Regal    | World Wrestling Entertainment            |
| 2014  | William Regal    | World Wrestling Entertainment            |
| 2015  | Mauro Ranallo    | New Japan Pro-Wrestling WWE Bellator MMA |
| 2016  | Mauro Ranallo    | New Japan Pro-Wrestling WWE Bellator MMA |
| 2017  | Mauro Ranallo    | New Japan Pro-Wrestling WWE Bellator MMA |
| 2018  | Kevin Kelly      | New Japan Pro-Wrestling                  |
| 2019  | Kevin Kelly      | New Japan Pro-Wrestling                  |
| 2020  | Excalibur        | All Elite Wrestling                      |
| 2021  | Excalibur        | All Elite Wrestling                      |
| 2022  | Kevin Kelly      | New Japan Pro-Wrestling                  |
| 2023  | Excalibur        | All Elite Wrestling                      |
| 2024  | Nigel McGuinness | All Elite Wrestling Ring of Honor        |

#### Worst Television Announcer
À l’inverse de la catégorie précédente, Récompense le plus mauvais commentateur de catch ou de MMA.
| Année | Gagnant           | Promotion(s)                             |
| ----- | ----------------- | ---------------------------------------- |
| 1984  | Angelo Mosca      | World Wrestling Federation               |
| 1985  | Gorilla Monsoon   | World Wrestling Federation               |
| 1986  | David Crockett    | Jim Crockett Promotions                  |
| 1987  | David Crockett    | Jim Crockett Promotions                  |
| 1988  | David Crockett    | Jim Crockett Promotions                  |
| 1989  | Ed Whalen         | Stampede Wrestling                       |
| 1990  | Herb Abrams       | Universal Wrestling Federation           |
| 1991  | Gorilla Monsoon   | World Wrestling Federation               |
| 1992  | Gorilla Monsoon   | World Wrestling Federation               |
| 1993  | Gorilla Monsoon   | World Wrestling Federation               |
| 1994  | Gorilla Monsoon   | World Wrestling Federation               |
| 1995  | Gorilla Monsoon   | World Wrestling Federation               |
| 1996  | Steve McMichael   | World Championship Wrestling             |
| 1997  | Dusty Rhodes      | World Championship Wrestling             |
| 1998  | Lee Marshall      | World Championship Wrestling             |
| 1999  | Tony Schiavone    | World Championship Wrestling             |
| 2000  | Tony Schiavone    | World Championship Wrestling             |
| 2001  | Michael Cole      | World Wrestling Federation/Entertainment |
| 2002  | Jerry Lawler      | World Wrestling Federation/Entertainment |
| 2003  | Jonathan Coachman | World Wrestling Federation/Entertainment |
| 2004  | Todd Grisham      | World Wrestling Federation/Entertainment |
| 2005  | Jonathan Coachman | World Wrestling Federation/Entertainment |
| 2006  | Todd Grisham      | World Wrestling Federation/Entertainment |
| 2007  | Don West          | Total Nonstop Action Wrestling           |
| 2008  | Mike Adamle       | World Wrestling Entertainment            |
| 2009  | Michael Cole      | World Wrestling Entertainment            |
| 2010  | Michael Cole      | World Wrestling Entertainment            |
| 2011  | Michael Cole      | World Wrestling Entertainment            |
| 2012  | Michael Cole      | World Wrestling Entertainment            |
| 2013  | Taz               | Total Nonstop Action Wrestling           |
| 2014  | John Layfield     | World Wrestling Entertainment            |
| 2015  | John Layfield     | World Wrestling Entertainment            |
| 2016  | David Otunga      | World Wrestling Entertainment            |
| 2017  | Booker T          | World Wrestling Entertainment            |
| 2018  | Jonathan Coachman | World Wrestling Entertainment            |
| 2019  | Corey Graves      | World Wrestling Entertainment            |
| 2020  | Michael Cole      | World Wrestling Entertainment            |
| 2021  | Corey Graves      | World Wrestling Entertainment            |
| 2022  | Corey Graves      | World Wrestling Entertainment            |
| 2023  | Booker T          | World Wrestling Entertainment            |
| 2024  | Booker T          | World Wrestling Entertainment            |

#### Best Major Show
Récompense le meilleur show de catch ou de MMA d’importance (Pay-Per-Views ou shows spéciaux, les shows « ordinaires » ou émissions hebdomadaires ne sont pas éligibles).
| Année | Gagnant                             | Promotion                                                                  |
| ----- | ----------------------------------- | -------------------------------------------------------------------------- |
| 1989  | The Great American Bash             | World Championship Wrestling                                               |
| 1990  | The Wrestling Summit                | World Wrestling Federation New Japan Pro-Wrestling All Japan Pro Wrestling |
| 1991  | WrestleWar                          | World Championship Wrestling                                               |
| 1992  | Wrestlemarinpiad IV                 | All Japan Women's Pro Wrestling                                            |
| 1993  | Dream Slam I                        | All Japan Women's Pro Wrestling                                            |
| 1994  | Super J-Cup                         | New Japan Pro-Wrestling                                                    |
| 1995  | Bridge of Dreams                    | Weekly Pro Wrestling Show                                                  |
| 1996  | Super J Cup- Second Stage           | Wrestle Association R                                                      |
| 1997  | In Your House 16: Canadian Stampede | World Wrestling Federation                                                 |
| 1998  | Heat Wave                           | Extreme Championship Wrestling                                             |
| 1999  | Anarchy Rulz                        | Extreme Championship Wrestling                                             |
| 2000  | Juicio Final                        | Consejo Mundial de Lucha Libre                                             |
| 2001  | WrestleMania X-Seven                | World Wrestling Federation                                                 |
| 2002  | SummerSlam                          | World Wrestling Entertainment                                              |
| 2003  | Final Conflict                      | Pride Fighting Championship                                                |
| 2004  | Departure                           | Pro Wrestling NOAH                                                         |
| 2005  | Destiny                             | Pro Wrestling NOAH                                                         |
| 2006  | Glory By Honor V: Night 2           | Ring of Honor                                                              |
| 2007  | Man Up                              | Ring of Honor                                                              |
| 2008  | WrestleMania XXIV                   | World Wrestling Entertainment                                              |
| 2009  | Open the Historic Gate              | Dragon Gate USA                                                            |
| 2010  | UFC 116                             | Ultimate Fighting Championship                                             |
| 2011  | Money in the Bank                   | World Wrestling Entertainment                                              |
| 2012  | King of Pro Wrestling               | New Japan Pro-Wrestling                                                    |
| 2013  | G-1 Climax Tournament 23 Day 4      | New Japan Pro-Wrestling                                                    |
| 2014  | G-1 Climax Tournament 24 Day 7      | New Japan Pro-Wrestling                                                    |
| 2015  | Wrestle Kingdom 9                   | New Japan Pro-Wrestling                                                    |
| 2016  | Wrestle Kingdom 10                  | New Japan Pro-Wrestling                                                    |
| 2017  | Wrestle Kingdom 11                  | New Japan Pro-Wrestling                                                    |
| 2018  | Dominion 6.9 In Osaka-Jo Hall       | New Japan Pro-Wrestling                                                    |
| 2019  | Double or Nothing                   | All Elite Wrestling                                                        |
| 2020  | Revolution                          | All Elite Wrestling                                                        |
| 2021  | All Out                             | All Elite Wrestling                                                        |
| 2022  | AEW x NJPW: Forbidden Door          | All Elite WrestlingNew Japan Pro-Wrestling                                 |
| 2023  | Revolution                          | All Elite Wrestling                                                        |
| 2024  | Revolution                          | All Elite Wrestling                                                        |

### Prix de catégorie B
Pour les catégories de "classe B", considérées comme catégories secondaires, chaque votant donne une seule proposition. Le gagnant de la catégorie est celui qui a été proposé le plus de fois.

#### Most Disgusting Promotional Tactic
Récompense un angle, une storyline, une rivalité ou tout acte commis par une promotion de catch qui se distingue par son aspect choquant, de mauvais goût ou sensationnaliste.
| Année | Gagnant | Promotion                          |
| ----- | --- | ---------------------------------- |
| 1981  | Gimmick de monstre (Tony Hernandez) | LeBelle Promotions                 |
| 1982  | Bob Backlund, Champion de la WWF | World Wrestling Federation         |
| 1983  | Eddie Gilbert se brise la nuque (kayfabe)                                                                                              | World Wrestling Federation         |
| 1984  | La fausse crise cardiaque de Blackjack Mulligan                                                                                        | Continental Wrestling Federation   |
| 1985  | L'exploitation de maladie de Mike Von Erich                                                                                            | World Class Championship Wrestling |
| 1986  | La comparaison de la cécité "kayfabe" de Chris Adams avec la mort réelle de Gino Hernandez                                             | World Class Championship Wrestling |
| 1987  | L'exploitation de la mort (réelle) de Mike Von Erich                                                                                   | World Class Championship Wrestling |
| 1988  | La fausse crise cardiaque de Fritz Von Erich                                                                                           | World Class Championship Wrestling |
| 1989  | Le push de José Gonzalez en face. | World Wrestling Council            |
| 1990  | Atsushi Onita poignarde (kayfabe) José Gonzàlez dans une référence au meurtre (réel) de Bruiser Brody                                  | Frontier Martial Arts Wrestling    |
| 1991  | L'exploitation de la Guerre du Golfe (avec le personnage de Sgt. Slaughter en pro-Irak)                                                | World Wrestling Federation         |
| 1992  | Le push de Erik Watts | World Championship Wrestling       |
| 1993  | L'amnésie (kayfabe) de Cactus Jack | World Championship Wrestling       |
| 1994  | La retraite de Ric Flair (kayfabe) | World Championship Wrestling       |
| 1995  | Gene Okerlund pour ses publicités mensongères pour sa hotline surtaxée                                                                 | World Championship Wrestling       |
| 1996  | Le faux Diesel, Razor Ramon, et le vrai Double J                                                                                       | World Wrestling Federation         |
| 1997  | La femme de Brian Pillman, Melanie, interviewée en direct sur la mort de son mari quelques heures après cette dernière                 | World Wrestling Federation         |
| 1998  | L'exploitation de l'alcoolodépendance (réel) de Scott Hall                                                                             | World Championship Wrestling       |
| 1999  | Le pay-per-view Over the Edge continue malgré la mort (réelle) de Owen Hart en plein milieu du show                                    | World Wrestling Federation         |
| 2000  | David Arquette remporte le Championnat du Monde poids-lourds de la WCW                                                                 | World Championship Wrestling       |
| 2001  | Stephanie McMahon compare les attentats du 11 septembre au procès de son père (pour distribution de produits dopants en 1994)          | World Wrestling Entertainment      |
| 2002  | Triple H accuse Kane de meurtre et de nécrophilie sur le corps de Katie Vick (kayfabe)                                                 | World Wrestling Entertainment      |
| 2003  | La famille McMahon tout le temps à l'écran                                                                                             | World Wrestling Entertainment      |
| 2004  | Kane met enceinte Lita (kayfabe) | World Wrestling Entertainment      |
| 2005  | L'apparition de faux terroristes le jour des attentats du 7 juillet                                                                    | World Wrestling Entertainment      |
| 2006  | L'exploitation de la mort de Eddie Guerrero                                                                                            | World Wrestling Entertainment      |
| 2007  | Utilisation du controversé Pacman Jones                                                                                                | Total Nonstop Action Wrestling     |
| 2008  | L'attaque de Jeff Hardy dans un hôtel (kayfabe)                                                                                        | World Wrestling Entertainment      |
| 2009  | Michelle McCool se moque des prétendus problèmes de poids de Mickie James                                                              | World Wrestling Entertainment      |
| 2010  | Campagne de propagande “Stand Up For WWE” en conjonction avec celle de Linda McMahon au poste de sénateur                              | World Wrestling Entertainment      |
| 2011  | Campagne anti-harcèlement à l’école en contraste avec le traitement de Jim Ross                                                        | World Wrestling Entertainment      |
| 2012  | Diffusion d'images de Jerry Lawler en réanimation après une crise cardiaque suivi de moqueries de CM Punk et Paul Heyman devant Lawler | World Wrestling Entertainment      |
| 2013  | Exploitation de la mort de Paul Bearer                                                                                                 | World Wrestling Entertainment      |
| 2014  | La WWE insulte les fans qui achètent ses PPV plutôt que de s'abonner au WWE Network                                                    | World Wrestling Entertainment      |
| 2015  | Utilisation de la mort de Reid Flair                                                                                                   | World Wrestling Entertainment      |
| 2016  | Combat de Kimbo contre Dada 5000 | Bellator MMA                       |
| 2017  | Promotion posthume de Jimmy Snuka en héro malgré l'affaire Nancy Argentino                                                             | World Wrestling Entertainment      |
| 2018  | Collaboration de la WWE avec l'Arabie saoudite pour la préparation du PPV WWE Crown Jewel en pleine affaire Jamal Khashoggi            | World Wrestling Entertainment      |
| 2019  | Continuation de la collaboration de la WWE avec l'Arabie saoudite                                                                      | World Wrestling Entertainment      |
| 2020  | Licencier plus de 30 employés pendant la pandémie de Covid-19 tout en établissant des records de profit                                | World Wrestling Entertainment      |
| 2021  | Licencier des employés pendant la pandémie continuelle tout en établissant des records de profit                                       | World Wrestling Entertainment      |
| 2022  | Apparition de Vince McMahon durant une représentation de la WWE après la divulgation de soupçons d'agression sexuelles de sa part      | World Wrestling Entertainment      |
| 2023  | WWE permet à Vince McMahon de réintégrer la compagnie malgré les allégations d'agression sexuelle à son encontre                       | World Wrestling Entertainment      |
| 2024  | Continuation de la collaboration de la WWE avec l'Arabie saoudite                                                                      | World Wrestling Entertainment      |

#### Worst Major Show
Récompense le plus mauvais show de catch ou de MMA d’importance (Pay-Per-Views ou shows spéciaux, les shows « ordinaires » ou émissions hebdomadaires ne sont pas éligibles).
| Année | Gagnant                                 | Promotion                            |
| ----- | --------------------------------------- | ------------------------------------ |
| 1989  | WrestleMania V                          | World Wrestling Federation           |
| 1990  | Clash of the Champions XII : Fall Brawl | World Championship Wrestling         |
| 1991  | The Great American Bash                 | World Championship Wrestling         |
| 1992  | Halloween Havoc                         | World Championship Wrestling         |
| 1993  | Fall Brawl                              | World Championship Wrestling         |
| 1994  | Blackjack Brawl                         | Universal Wrestling Federation       |
| 1995  | Uncensored                              | World Championship Wrestling         |
| 1996  | Uncensored                              | World Championship Wrestling         |
| 1997  | Souled Out                              | World Championship Wrestling         |
| 1998  | Fall Brawl                              | World Championship Wrestling         |
| 1999  | Heroes of Wrestling                     | Heroes of Wrestling                  |
| 2000  | Halloween Havoc                         | World Championship Wrestling         |
| 2001  | Unleashed                               | Women of Wrestling                   |
| 2002  | King of the Ring                        | World Wrestling Entertainment        |
| 2003  | Backlash                                | World Wrestling Entertainment        |
| 2004  | The Great American Bash                 | World Wrestling Entertainment        |
| 2005  | The Great American Bash                 | World Wrestling Entertainment        |
| 2006  | UFC 61                                  | Ultimate Fighting Championship       |
| 2007  | December to Dismember                   | World Wrestling Entertainment        |
| 2008  | Survivor Series                         | World Wrestling Entertainment        |
| 2009  | Victory Road                            | Total Nonstop Action Wrestling       |
| 2010  | Hardcore Justice                        | Total Nonstop Action Wrestling       |
| 2011  | Victory Road                            | Total Nonstop Action Wrestling       |
| 2012  | UFC 149                                 | Ultimate Fighting Championship       |
| 2013  | Battleground                            | World Wrestling Entertainment        |
| 2014  | Battleground                            | World Wrestling Entertainment        |
| 2015  | Triplemania XXIII                       | Asistencia Asesoria y Administracion |
| 2016  | Wrestlemania 32                         | World Wrestling Entertainment        |
| 2017  | Battleground                            | World Wrestling Entertainment        |
| 2018  | WWE Crown Jewel                         | World Wrestling Entertainment        |
| 2019  | Super ShowDown                          | World Wrestling Entertainment        |
| 2020  | Super ShowDown                          | World Wrestling Entertainment        |
| 2021  | Survivor Series                         | World Wrestling Entertainment        |
| 2022  | Royal Rumble                            | World Wrestling Entertainment        |
| 2023  | Crown Jewel                             | World Wrestling Entertainment        |
| 2024  | Triplemania XXXII: Monterey             | Asistencia Asesoria y Administracion |

#### Best Wrestling Maneuver
Récompense la prise de catch régulière préférée des votants.
| Année | Gagnant              | Nom ou description de la prise       | Promotion(s)                                                    |
| ----- | -------------------- | ------------------------------------ | --------------------------------------------------------------- |
| 1981  | Jimmy Snuka          | Superfly Splash                      | World Wrestling Federation                                      |
| 1982  | Super Destroyer      | Superplex                            | National Wrestling Alliance                                     |
| 1983  | Jimmy Snuka          | Superfly Splash                      | World Wrestling Federation                                      |
| 1984  | The British Bulldogs | Military press+flying front dropkick | World Wrestling Federation                                      |
| 1985  | Tiger Mask II        | Tope con Giro                        | All Japan Pro Wrestling                                         |
| 1986  | Chavo Guerrero       | Moonsault                            | World Wrestling Alliance                                        |
| 1987  | Jushin Liger         | Shooting star press                  | New Japan Pro-Wrestling All Star Wrestling                      |
| 1988  | Jushin Liger         | Shooting star press                  | New Japan Pro-Wrestling All Star Wrestling                      |
| 1989  | Scott Steiner        | Frankensteiner                       | World Championship Wrestling New Japan Pro-Wrestling            |
| 1990  | Scott Steiner        | Frankensteiner                       | World Championship Wrestling New Japan Pro-Wrestling            |
| 1991  | Masao Orihara        | Diving moonsault                     | New Japan Pro-Wrestling                                         |
| 1992  | Too Cold Scorpio     | 450° Splash                          | World Championship Wrestling                                    |
| 1993  | Vader                | Diving moonsault                     | World Championship Wrestling                                    |
| 1994  | Great Sasuke         | Sasuke Special                       | Michinoku Pro Wrestling New Japan Pro-Wrestling                 |
| 1995  | Rey Misterio, Jr.    | West Coast Pop                       | Extreme Championship Wrestling                                  |
| 1996  | Ultimo Dragon        | Dragon Bomb                          | World Championship Wrestling Wrestle Association R              |
| 1997  | Diamond Dallas Page  | Diamond Cutter                       | World Championship Wrestling                                    |
| 1998  | Kenta Kobashi        | Burning Hammer                       | All Japan Pro Wrestling                                         |
| 1999  | Dragon Kid           | Dragonrana                           | Toryumon                                                        |
| 2000  | Dragon Kid           | Dragonrana                           | Toryumon                                                        |
| 2001  | Keiji Mutō           | Shining Wizard                       | All Japan Pro Wrestling                                         |
| 2002  | Brock Lesnar         | F-5                                  | World Wrestling Entertainment                                   |
| 2003  | A.J. Styles          | Styles Clash                         | Total Nonstop Action Wrestling                                  |
| 2004  | Petey Williams       | Canadian Destroyer                   | Total Nonstop Action Wrestling                                  |
| 2005  | Petey Williams       | Canadian Destroyer                   | Total Nonstop Action Wrestling                                  |
| 2006  | KENTA                | Go 2 Sleep                           | Pro Wrestling NOAH Ring of Honor                                |
| 2007  | KENTA                | Go 2 Sleep                           | Pro Wrestling NOAH Ring of Honor                                |
| 2008  | Evan Bourne          | Air Bourne                           | World Wrestling Entertainment                                   |
| 2009  | The Young Bucks      | More Bang For Your Buck              | CHIKARA Dragon Gate USA Pro Wrestling Guerrilla Ring of Honor   |
| 2010  | Ricochet             | Double Rotation Moonsault            | Dragon Gate Pro Wrestling Guerrilla                             |
| 2011  | Ricochet             | Double Rotation Moonsault            | Dragon Gate Pro Wrestling Guerrilla                             |
| 2012  | Kazuchika Okada      | Rainmaker                            | New Japan Pro-Wrestling                                         |
| 2013  | Kazuchika Okada      | Rainmaker                            | New Japan Pro-Wrestling                                         |
| 2014  | Young Bucks          | Meltzer Driver                       | New Japan Pro-Wrestling, Pro Wrestling Guerrilla, Ring of Honor |
| 2015  | AJ Styles            | Styles Clash                         | New Japan Pro-Wrestling, Pro Wrestling Guerrilla, Ring of Honor |
| 2016  | Kenny Omega          | One-Winged Angel                     | New Japan Pro-Wrestling                                         |
| 2017  | Kenny Omega          | One-Winged Angel                     | New Japan Pro-Wrestling                                         |
| 2018  | Kenny Omega          | One-Winged Angel                     | New Japan Pro-Wrestling                                         |
| 2019  | Will Ospreay         | Storm Breaker                        | New Japan Pro-Wrestling                                         |
| 2020  | Kenny Omega          | One-Winged Angel                     | All Elite Wrestling, Lucha Libre AAA Worldwide                  |
| 2021  | Adam Page            | Buckshot Lariat                      | All Elite Wrestling                                             |
| 2022  | Will Ospreay         | Hidden Blade                         | New Japan Pro-Wrestling All Elite Wrestling                     |
| 2023  | Will Ospreay         | Hidden Blade                         | New Japan Pro-Wrestling All Elite Wrestling                     |
| 2024  | Will Ospreay         | Hidden Blade                         | New Japan Pro-Wrestling All Elite Wrestling                     |

#### Worst Television Show
Récompense la pire émission de télévision hebdomadaire de catch ou de MMA.
| Année | Gagnant                           | Promotion(s)                             |
| ----- | --------------------------------- | ---------------------------------------- |
| 1984  | All-Star Wrestling                | World Wrestling Federation               |
| 1985  | Florida Championship Wrestling    | Florida Championship Wrestling           |
| 1986  | California Championship Wrestling | California Championship Wrestling        |
| 1987  | WCCW TV                           | World Class Championship Wrestling       |
| 1988  | AWA on ESPN                       | American Wrestling Association           |
| 1989  | ICW Wrestling                     | International Championship Wrestling     |
| 1990  | AWA on ESPN                       | American Wrestling Association           |
| 1991  | Fury Hour                         | Universal Wrestling Federation           |
| 1992  | GWF on ESPN                       | Global Wrestling Federation              |
| 1993  | GWF on ESPN                       | Global Wrestling Federation              |
| 1994  | Saturday Night                    | World Championship Wrestling             |
| 1995  | Saturday Night                    | World Championship Wrestling             |
| 1996  | Warriors of Wrestling             | American Wrestling Federation            |
| 1997  | USWA TV                           | United States Wrestling Association      |
| 1998  | Monday Nitro                      | World Championship Wrestling             |
| 1999  | Thunder                           | World Championship Wrestling             |
| 2000  | Thunder                           | World Championship Wrestling             |
| 2001  | Excess                            | World Wrestling Federation/Entertainment |
| 2002  | RAW                               | World Wrestling Federation/Entertainment |
| 2003  | RAW                               | World Wrestling Federation/Entertainment |
| 2004  | SmackDown!                        | World Wrestling Federation/Entertainment |
| 2005  | SmackDown!                        | World Wrestling Federation/Entertainment |
| 2006  | RAW                               | World Wrestling Federation/Entertainment |
| 2007  | iMPACT!                           | Total Nonstop Action Wrestling           |
| 2008  | iMPACT!                           | Total Nonstop Action Wrestling           |
| 2009  | iMPACT!                           | Total Nonstop Action Wrestling           |
| 2010  | iMPACT!                           | Total Nonstop Action Wrestling           |
| 2011  | Impact Wrestling                  | Total Nonstop Action Wrestling           |
| 2012  | RAW                               | World Wrestling Entertainment            |
| 2013  | Impact Wrestling                  | Total Nonstop Action Wrestling           |
| 2014  | RAW                               | World Wrestling Entertainment            |
| 2015  | RAW                               | World Wrestling Entertainment            |
| 2016  | RAW                               | World Wrestling Entertainment            |
| 2017  | RAW                               | World Wrestling Entertainment            |
| 2018  | RAW                               | World Wrestling Entertainment            |
| 2019  | RAW                               | World Wrestling Entertainment            |
| 2020  | RAW                               | World Wrestling Entertainment            |
| 2021  | RAW                               | World Wrestling Entertainment            |
| 2022  | RAW                               | World Wrestling Entertainment            |
| 2023  | NWA Powerrr                       | National Wrestling Alliance              |
| 2024  | AEW Rampage                       | All Elite Wrestling                      |

#### Worst Worked Match of the Year
Récompense le plus mauvais combat de catch de l'année.
| Année | Gagnant | Promotion                                | Lieu et date                                                |
| ----- | --- | ---------------------------------------- | ----------------------------------------------------------- |
| 1984  | Wendi Richter vs. The Fabulous Moolah | World Wrestling Federation               | The Brawl to End it All New York 23 juillet                 |
| 1985  | Freddie Blassie vs. Lou Albano | World Wrestling Federation               | WWF House show New York 20 september                        |
| 1986  | Mr. T vs. Roddy Piper | World Wrestling Federation               | WrestleMania 2 New York 7 avril                             |
| 1987  | Hulk Hogan vs. André The Giant | World Wrestling Federation               | WrestleMania III Pontiac 29 mars                            |
| 1988  | Hiroshi Wajima vs. Tom Magee | All Japan Pro Wrestling                  | Champion Carnival Kawasaki 21 avril                         |
| 1989  | André The Giant vs. The Ultimate Warrior | World Wrestling Federation               | Saturday Night's Main Event XXIV Topeka 31 octobre          |
| 1990  | Sid Vicious vs. The Night Stalker | World Championship Wrestling             | Clash of the Champions XIII Jacksonville 20 novembre        |
| 1991  | Bobby Eaton & P.N. News vs. Terrance Taylor & Steve Austin | World Championship Wrestling             | The Great American Bash Baltimore 14 juillet                |
| 1992  | Rick Rude vs. Masahiro Chōno | World Championship Wrestling             | Halloween Havoc Philadelphie 25 octobre                     |
| 1993  | The Doinks vs. Bam Bam Bigelow, Bastion Booger, & The Headshrinkers                                                                                           | World Wrestling Federation               | Survivor Series Boston 24 novembre                          |
| 1994  | Jerry Lawler & Mini Lawlers vs. The Doinks | World Wrestling Federation               | Survivor Series San Antonio 23 novembre                     |
| 1995  | Sting vs. Tony Palmate | New Japan Pro Wrestling                  | Battle 7 Tokyo 4 janvier                                    |
| 1996  | Hulk Hogan & Randy Savage vs. Ric Flair, Arn Anderson, Meng, The Barbarian, Lex Luger, Kevin Sullivan, Z-Gangsta et The Ultimate Solution Tower of Doom match | World Championship Wrestling             | Uncensored Tupelo 24 mars                                   |
| 1997  | Hulk Hogan vs. Roddy Piper | World Championship Wrestling             | SuperBrawl Daly City 23 février                             |
| 1998  | Hulk Hogan vs. The Warrior | World Championship Wrestling             | Halloween Havoc Las Vegas 25 octobre                        |
| 1999  | Al Snow vs. The Big Boss Man Kennel from Hell Match | World Wrestling Federation/Entertainment | Unforgiven Charlotte 26 septembre                           |
| 2000  | Pat Patterson vs. Gerald Brisco Evening Gown Match | World Wrestling Federation/Entertainment | King of the Ring Boston 25 juin                             |
| 2001  | The Brothers of Destruction vs. KroniK | World Wrestling Federation/Entertainment | Unforgiven Pittsburgh 23 septembre                          |
| 2002  | Bradshaw & Trish Stratus vs. Christopher Nowinski & Jackie Gayda                                                                                              | World Wrestling Federation/Entertainment | Raw Philadelphie 7 juillet                                  |
| 2003  | Triple H vs. Scott Steiner | World Wrestling Federation/Entertainment | No Way Out Montréal 23 février                              |
| 2004  | Tyson Tomko vs. Stevie Richards | World Wrestling Federation/Entertainment | Unforgiven Portland 12 septembre                            |
| 2005  | Eric Bischoff vs. Theodore Long | World Wrestling Federation/Entertainment | Survivor Series Détroit 27 novembre                         |
| 2006  | Reverse Battle Royal | Total Nonstop Action Wrestling           | TNA Impact! Orlando 26 octobre                              |
| 2007  | James Storm vs. Chris Harris Six Sides of Steel Blindfold match                                                                                               | Total Nonstop Action Wrestling           | Lockdown St. Louis 21 avril                                 |
| 2008  | Edge vs. Triple H vs. Vladimir Kozlov | World Wrestling Entertainment            | Survivor Series Boston 23 novembre                          |
| 2009  | Jenna Morasca vs. Sharmell | Total Nonstop Action Wrestling           | Victory Road Orlando 19 juillet                             |
| 2010  | Kaitlyn vs. Maxine | World Wrestling Entertainment            | WWE NXT Edmonton 19 octobre                                 |
| 2011  | Sting vs. Jeff Hardy | Total Nonstop Action Wrestling           | Victory Road Orlando 13 mars                                |
| 2012  | John Cena vs. John Laurinaitis | World Wrestling Entertainment            | Over the Limit Raleigh 20 mai                               |
| 2013  | The Bella Twins & Natalya & Naomi & Cameron & Eva Marie & JoJo vs. AJ Lee & Tamina Snuka & Kaitlyn & Alicia Fox & Aksana & Rosa Mendes & Summer Rae           | World Wrestling Entertainment            | Survivor Series Boston 24 novembre                          |
| 2014  | John Cena vs. Bray Wyatt | World Wrestling Entertainment            | Extreme Rules East Rutherford 4 mai                         |
| 2015  | Los Psycho Circus vs. Los Villanos | Asistencia Asesoria y Administracion     | Triplemania XXIII Mexico 9 août                             |
| 2016  | Shelly Martinez vs. Rebel | Total Nonstop Action Wrestling           | TNA One Night Only: Knockout Knockdown 2016 Orlando 17 mars |
| 2017  | Bray Wyatt vs Randy Orton | World Wrestling Entertainment            | Wrestlemania 33 Orlando 2 avril                             |
| 2018  | Triple H et Shawn Michaels vs. Undertaker et Kane | World Wrestling Entertainment            | WWE Crown Jewel Riyad 2 novembre                            |
| 2019  | Seth Rollins vs. "The Fiend" Bray Wyatt | World Wrestling Entertainment            | Hell in a Cell Sacramento 6 octobre                         |
| 2020  | Braun Strowman vs. "The Fiend" Bray Wyatt | World Wrestling Entertainment            | The Horror Show at Extreme Rules Orlando 19 juillet         |
| 2021  | The Miz vs. Damian Priest | World Wrestling Entertainment            | Wrestlemania Backlash Tampa 16 mai                          |
| 2022  | Pat McAfee vs. Vince McMahon | World Wrestling Entertainment            | Wrestlemania 38 Arlington 3 avril                           |
| 2023  | Bray Wyatt vs. LA Knight | World Wrestling Entertainment            | Royal Rumble San Antonio 28 janvier                         |
| 2024  | Jey Uso vs. Jimmy Uso | World Wrestling Entertainment            | Wrestlemania XL Philadelphie 6 avril                        |

#### Worst Feud of the Year
Récompense la plus mauvaise rivalité de l’année, réelle ou scénarisée, en catch comme en MMA.
| Année | Gagnant                                             | Promotion(s)                             |
| ----- | --------------------------------------------------- | ---------------------------------------- |
| 1984  | André The Giant vs. Big John Studd                  | World Wrestling Federation               |
| 1985  | Sgt. Slaughter vs. Boris Zhukov                     | American Wrestling Association           |
| 1986  | The Machines vs. King Kong Bundy & Big John Studd   | World Wrestling Federation               |
| 1987  | George Steele vs. Danny Davis                       | World Wrestling Federation               |
| 1988  | The Midnight Rider vs. Tully Blanchard              | Jim Crockett Promotions                  |
| 1989  | André The Giant vs. The Ultimate Warrior            | World Wrestling Federation               |
| 1990  | Ric Flair vs. Junkyard Dog                          | World Championship Wrestling             |
| 1991  | Hulk Hogan vs. Sgt. Slaughter                       | World Wrestling Federation               |
| 1992  | The Ultimate Warrior vs. Papa Shango                | World Wrestling Federation               |
| 1993  | The Undertaker vs. Giant González                   | World Wrestling Federation               |
| 1994  | Jerry Lawler vs. Doink the Clown                    | World Wrestling Federation               |
| 1995  | Hulk Hogan vs. The Dungeon of Doom                  | World Championship Wrestling             |
| 1996  | Big Bubba vs. John Tenta                            | World Championship Wrestling             |
| 1997  | The D.O.A. vs. Los Boricuas                         | World Wrestling Federation               |
| 1998  | Hulk Hogan vs. The Warrior                          | World Championship Wrestling             |
| 1999  | Big Boss Man vs. Big Show                           | World Wrestling Federation               |
| 2000  | Hulk Hogan vs. Billy Kidman                         | World Championship Wrestling             |
| 2001  | WWF vs. The Alliance                                | World Wrestling Federation/Entertainment |
| 2002  | Triple H vs. Kane                                   | World Wrestling Federation/Entertainment |
| 2003  | Kane vs. Shane McMahon                              | World Wrestling Federation/Entertainment |
| 2004  | Kane vs. Matt Hardy & Lita                          | World Wrestling Federation/Entertainment |
| 2005  | Famille McMahon vs. Jim Ross                        | World Wrestling Federation/Entertainment |
| 2006  | Famille McMahon vs. D-Generation X                  | World Wrestling Federation/Entertainment |
| 2007  | Kane vs. Big Daddy V                                | World Wrestling Federation/Entertainment |
| 2008  | Kane vs. Rey Mysterio                               | World Wrestling Federation/Entertainment |
| 2009  | Hornswoggle vs. Chavo Guerrero, Jr                  | World Wrestling Federation/Entertainment |
| 2010  | Kane vs. Edge                                       | World Wrestling Federation/Entertainment |
| 2011  | Triple H vs. Kevin Nash                             | World Wrestling Federation/Entertainment |
| 2012  | John Cena vs. Kane                                  | World Wrestling Federation/Entertainment |
| 2013  | Big Show vs. Triple H & Stephanie McMahon           | World Wrestling Federation/Entertainment |
| 2014  | Nikki Bella vs. Brie Bella                          | World Wrestling Federation/Entertainment |
| 2015  | Team PCB vs Team B.A.D vs Team Bella                | World Wrestling Federation/Entertainment |
| 2016  | Titus O'Neil vs Darren Young                        | World Wrestling Federation/Entertainment |
| 2017  | Bray Wyatt vs Randy Orton                           | World Wrestling Federation/Entertainment |
| 2018  | Sasha Banks vs Bayley                               | World Wrestling Federation/Entertainment |
| 2019  | Seth Rollins vs "The Fiend" Bray Wyatt              | World Wrestling Federation/Entertainment |
| 2020  | Braun Strowman vs "The Fiend" Bray Wyatt            | World Wrestling Federation/Entertainment |
| 2021  | Randy Orton vs "The Fiend" Bray Wyatt & Alexa Bliss | World Wrestling Federation/Entertainment |
| 2022  | The Miz vs. Dexter Lumis                            | World Wrestling Federation/Entertainment |
| 2023  | MJF vs. The Devil                                   | All Elite Wrestling                      |
| 2024  | MJF vs. The Devil                                   | All Elite Wrestling                      |

#### Worst Promotion of the Year
Récompense la pire organisation de l’année, soit celle qui a proposé les pires shows de manière régulière. La catégorie est ouverte aux promotions de catch comme à celles de MMA.
| Année | Gagnant                               |
| ----- | ------------------------------------- |
| 1986  | American Wrestling Association        |
| 1987  | World Class Championship Wrestling    |
| 1988  | American Wrestling Association        |
| 1989  | American Wrestling Association        |
| 1990  | American Wrestling Association        |
| 1991  | Universal Wrestling Federation        |
| 1992  | Global Championship Wrestling         |
| 1993  | World Championship Wrestling          |
| 1994  | World Championship Wrestling          |
| 1995  | World Championship Wrestling          |
| 1996  | American Wrestling Federation         |
| 1997  | United States Wrestling Association   |
| 1998  | World Championship Wrestling          |
| 1999  | World Championship Wrestling          |
| 2000  | World Championship Wrestling          |
| 2001  | World Championship Wrestling          |
| 2002  | Xtreme Pro Wrestling                  |
| 2003  | Fighting World of Japan Pro Wrestling |
| 2004  | New Japan Pro-Wrestling               |
| 2005  | New Japan Pro-Wrestling               |
| 2006  | World Wrestling Entertainment         |
| 2007  | Total Nonstop Action Wrestling        |
| 2008  | Total Nonstop Action Wrestling        |
| 2009  | Total Nonstop Action Wrestling        |
| 2010  | Total Nonstop Action Wrestling        |
| 2011  | Total Nonstop Action Wrestling        |
| 2012  | Total Nonstop Action Wrestling        |
| 2013  | Total Nonstop Action Wrestling        |
| 2014  | Total Nonstop Action Wrestling        |
| 2015  | Total Nonstop Action Wrestling        |
| 2016  | Total Nonstop Action Wrestling        |
| 2017  | Total Nonstop Action Wrestling        |
| 2018  | World Wrestling Entertainment         |
| 2019  | World Wrestling Entertainment         |
| 2020  | World Wrestling Entertainment         |
| 2021  | World Wrestling Entertainment         |
| 2022  | World Wrestling Entertainment         |
| 2023  | National Wrestling Alliance           |
| 2024  | National Wrestling Alliance           |

#### Best Booker
Récompense le meilleur booker ou scénariste en catch ou matchmaker (celui qui arrange les combats) en MMA.
| Année | Gagnant                    | Promotion(s)                   |
| ----- | -------------------------- | ------------------------------ |
| 1986  | Dusty Rhodes               | Jim Crockett Promotions        |
| 1987  | Vince McMahon              | World Wrestling Federation     |
| 1988  | Eddie Gilbert              | Jim Crockett Promotions        |
| 1989  | Shōhei Baba                | All Japan Pro Wrestling        |
| 1990  | Shōhei Baba                | All Japan Pro Wrestling        |
| 1991  | Shōhei Baba                | All Japan Pro Wrestling        |
| 1992  | Riki Chōshū                | New Japan Pro-Wrestling        |
| 1993  | Jim Cornette               | Smoky Mountain Wrestling       |
| 1994  | Paul Heyman                | Extreme Championship Wrestling |
| 1995  | Paul Heyman                | Extreme Championship Wrestling |
| 1996  | Paul Heyman                | Extreme Championship Wrestling |
| 1997  | Paul Heyman                | Extreme Championship Wrestling |
| 1998  | Vince McMahon              | World Wrestling Federation     |
| 1999  | Vince McMahon              | World Wrestling Federation     |
| 2000  | Vince McMahon              | World Wrestling Federation     |
| 2001  | Jim Cornette               | Ohio Valley Wrestling          |
| 2002  | Paul Heyman                | World Wrestling Entertainment  |
| 2003  | Jim Cornette               | Ohio Valley Wrestling          |
| 2004  | Gabe Sapolsky              | Ring of Honor Full Impact Pro  |
| 2005  | Gabe Sapolsky              | Ring of Honor Full Impact Pro  |
| 2006  | Gabe Sapolsky              | Ring of Honor Full Impact Pro  |
| 2007  | Gabe Sapolsky              | Ring of Honor Full Impact Pro  |
| 2008  | Joe Silva                  | Ultimate Fighting Championship |
| 2009  | Joe Silva                  | Ultimate Fighting Championship |
| 2010  | Joe Silva                  | Ultimate Fighting Championship |
| 2011  | Gedo & Jado                | New Japan Pro-Wrestling        |
| 2012  | Gedo & Jado                | New Japan Pro-Wrestling        |
| 2013  | Gedo & Jado                | New Japan Pro-Wrestling        |
| 2014  | Gedo & Jado                | New Japan Pro-Wrestling        |
| 2015  | Paul Levesque et Ryan Ward | World Wrestling Entertainment  |
| 2016  | Gedo                       | New Japan Pro-Wrestling        |
| 2017  | Gedo                       | New Japan Pro-Wrestling        |
| 2018  | Gedo                       | New Japan Pro-Wrestling        |
| 2019  | Gedo                       | New Japan Pro-Wrestling        |
| 2020  | Tony Khan (en)             | All Elite Wrestling            |
| 2021  | Tony Khan (en)             | All Elite Wrestling            |
| 2022  | Tony Khan (en)             | All Elite Wrestling            |
| 2023  | Paul Levesque              | World Wrestling Entertainment  |
| 2024  | Paul Levesque              | World Wrestling Entertainment  |

#### Promoter of the Year
Récompense le meilleur promoteur de l’année.
| Année | Gagnant             | Promotion(s)                   |
| ----- | ------------------- | ------------------------------ |
| 1988  | Vince McMahon       | World Wrestling Federation     |
| 1989  | Akira Maeda         | Universal Wrestling Federation |
| 1990  | Shōhei Baba         | All Japan Pro Wrestling        |
| 1991  | Shōhei Baba         | All Japan Pro Wrestling        |
| 1992  | Shōhei Baba         | All Japan Pro Wrestling        |
| 1993  | Shōhei Baba         | All Japan Pro Wrestling        |
| 1994  | Shōhei Baba         | All Japan Pro Wrestling        |
| 1995  | Riki Chōshū         | New Japan Pro Wrestling        |
| 1996  | Riki Chōshū         | New Japan Pro Wrestling        |
| 1997  | Riki Chōshū         | New Japan Pro Wrestling        |
| 1998  | Vince McMahon       | World Wrestling Federation     |
| 1999  | Vince McMahon       | World Wrestling Federation     |
| 2000  | Vince McMahon       | World Wrestling Federation     |
| 2001  | Antonio Inoki       | New Japan Pro-Wrestling        |
| 2002  | Kazuyoshi Ishii     | K-1                            |
| 2003  | Nobuyuki Sakakibara | Pride Fighting Championship    |
| 2004  | Nobuyuki Sakakibara | Pride Fighting Championship    |
| 2005  | Dana White          | Ultimate Fighting Championship |
| 2006  | Dana White          | Ultimate Fighting Championship |
| 2007  | Dana White          | Ultimate Fighting Championship |
| 2008  | Dana White          | Ultimate Fighting Championship |
| 2009  | Dana White          | Ultimate Fighting Championship |
| 2010  | Dana White          | Ultimate Fighting Championship |
| 2011  | Dana White          | Ultimate Fighting Championship |
| 2012  | Dana White          | Ultimate Fighting Championship |
| 2013  | Dana White          | Ultimate Fighting Championship |
| 2014  | Takaaki Kidani      | New Japan Pro Wrestling        |
| 2015  | Dana White          | Ultimate Fighting Championship |
| 2016  | Dana White          | Ultimate Fighting Championship |
| 2017  | Takaaki Kidani      | New Japan Pro-Wrestling        |
| 2018  | Takaaki Kidani      | New Japan Pro-Wrestling        |
| 2019  | Tony Khan (en)      | All Elite Wrestling            |
| 2020  | Tony Khan (en)      | All Elite Wrestling            |
| 2021  | Tony Khan (en)      | All Elite Wrestling            |
| 2022  | Tony Khan (en)      | All Elite Wrestling            |
| 2023  | Nick Khan           | World Wrestling Entertainment  |
| 2024  | Nick Khan           | World Wrestling Entertainment  |

#### Best Gimmick
Ce prix récompense le meilleur personnage de l'année au catch.

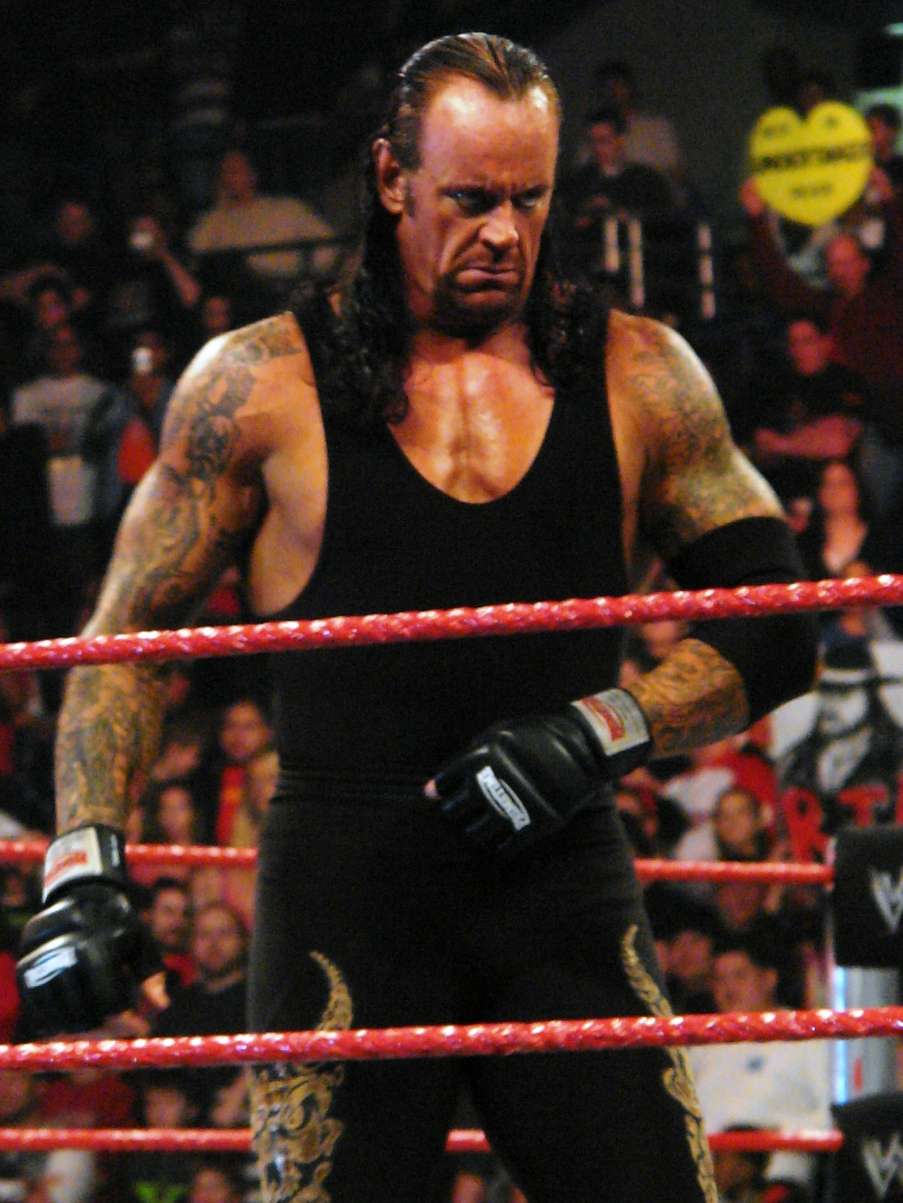
The Undertaker a été élu meilleur personnage 5 années d’affilée au début des années 1990.

| Année | Gagnant                    | Promotion(s)                                 | Personnage                                        |
| ----- | -------------------------- | -------------------------------------------- | ------------------------------------------------- |
| 1986  | Adrian Street              | Continental Championship Wrestling           | Catcheur efféminé                                 |
| 1987  | Ted DiBiase                | World Wrestling Federation                   | Milliardaire corrompu                             |
| 1988  | Rick Steiner               | Jim Crockett Promotions                      | Champion universitaire de lutte                   |
| 1989  | Jushin Liger               | New Japan Pro-Wrestling                      | Héros de manga                                    |
| 1990  | The Undertaker             | World Wrestling Federation                   | Catcheur mort-vivant                              |
| 1991  | The Undertaker             | World Wrestling Federation                   | Catcheur mort-vivant                              |
| 1992  | The Undertaker             | World Wrestling Federation                   | Catcheur mort-vivant                              |
| 1993  | The Undertaker             | World Wrestling Federation                   | Catcheur mort-vivant                              |
| 1994  | The Undertaker             | World Wrestling Federation                   | Catcheur mort-vivant                              |
| 1995  | Disco Inferno              | World Championship Wrestling                 | Danseur disco                                     |
| 1996  | nWo                        | World Championship Wrestling                 | Envahisseurs                                      |
| 1997  | Steve Austin               | World Wrestling Federation/Entertainment     | Redneck anti-autorité                             |
| 1998  | Steve Austin               | World Wrestling Federation/Entertainment     | Redneck anti-autorité                             |
| 1999  | The Rock                   | World Wrestling Federation/Entertainment     | Catcheur orgueilleux ultra-charismatique          |
| 2000  | Kurt Angle                 | World Wrestling Federation/Entertainment     | Médaillé olympique de lutte prétentieux           |
| 2001  | The Hurricane              | World Wrestling Federation/Entertainment     | Parodie de super-héros                            |
| 2002  | Matt Hardy                 | World Wrestling Federation/Entertainment     | Gourou de son style de vie, la "Mattitude"        |
| 2003  | John Cena                  | World Wrestling Federation/Entertainment     | Rappeur blanc                                     |
| 2004  | John "Bradshaw" Layfield   | World Wrestling Federation/Entertainment     | Riche homme d'affaires conservateur               |
| 2005  | Mr. Kennedy                | World Wrestling Federation/Entertainment     | L'homme qui s'annonce lui-même pendant son entrée |
| 2006  | The Latin American Xchange | Ring of Honor Total Nonstop Action Wrestling | Latinos révolutionnaires                          |
| 2007  | Santino Marella            | World Wrestling Entertainment                | Stéréotype de l'italien                           |
| 2008  | Santino Marella            | World Wrestling Entertainment                | Stéréotype de l'italien                           |
| 2009  | CM Punk                    | World Wrestling Entertainment                | Messie du style de vie straight edge              |
| 2010  | Alberto Del Rio            | World Wrestling Entertainment                | Aristocrate mexicain                              |
| 2011  | CM Punk                    | World Wrestling Entertainment                | Rebelle anti-corporate                            |
| 2012  | Joseph Park                | Total Nonstop Action Wrestling               | Frère avocat / alter-ego d'Abyss                  |
| 2013  | Wyatt Family               | World Wrestling Entertainment                | Secte de la campagne reculée                      |
| 2014  | Rusev et Lana              | World Wrestling Entertainment                | Nationalistes russes                              |
| 2015  | The New Day                | World Wrestling Entertainment                | Optimistes hyperactifs                            |
| 2016  | Broken Matt Hardy          | Total Nonstop Action Wrestling               | Homme fou et brisé                                |
| 2017  | Los Ingobernables de Japon | New Japan Pro-Wrestling                      | Gang de heels                                     |
| 2018  | Velveteen Dream            | World Wrestling Entertainment                | Catcheur flamboyant inspiré par Prince            |
| 2019  | "The Fiend" Bray Wyatt     | World Wrestling Entertainment                | Animateur schizophrène pour enfants               |
| 2020  | Orange Cassidy             | All Elite Wrestling                          | Fainéant ultime                                   |
| 2021  | Roman Reigns               | World Wrestling Entertainment                | Chef de la famille Anoa'i                         |
| 2022  | Sami Zayn                  | World Wrestling Entertainment                | Membre honoraire de la famille Anoa'i             |
| 2023  | "Timeless" Toni Storm      | All Elite Wrestling                          | Parodie d'actrice de l'âge d'or d'Hollywood       |
| 2024  | "Timeless" Toni Storm      | All Elite Wrestling                          | Parodie d'actrice de l'âge d'or d'Hollywood       |

#### Worst Gimmick
Ce prix récompense le pire personnage de l'année, généralement le plus ridicule, au catch.
| Année | Gagnant                                        | Promotion(s)                                      | Personnage                                           |
| ----- | ---------------------------------------------- | ------------------------------------------------- | ---------------------------------------------------- |
| 1986  | Adrian Adonis                                  | World Wrestling Federation                        | Styliste gay                                         |
| 1987  | Adrian Adonis                                  | World Wrestling Federation                        | Styliste gay                                         |
| 1988  | Midnight Rider                                 | Jim Crockett Promotions                           | Cowboy masqué                                        |
| 1989  | The Ding-Dongs                                 | World Championship Wrestling                      | Sonneurs de cloches                                  |
| 1990  | The Gobbledygooker                             | World Wrestling Federation                        | Dinde mascotte                                       |
| 1991  | Oz                                             | World Championship Wrestling                      | Personnage du Magicien d’Oz                          |
| 1992  | Papa Shango                                    | World Wrestling Federation                        | Prêtre vaudou                                        |
| 1993  | The Shockmaster                                | World Championship Wrestling                      | Monstre maladroit intergalactique                    |
| 1994  | Evad Sullivan                                  | World Championship Wrestling                      | Frère dyslexique de Kevin Sullivan                   |
| 1995  | Goldust                                        | World Wrestling Federation                        | Critique de cinema pervers                           |
| 1996  | Fake Diesel Fake Razor Ramon The Real Double J | World Wrestling Federation                        | Copies de catcheurs partis                           |
| 1997  | The Artist Formerly Known as Goldust           | World Wrestling Federation                        | Artiste contemporain pervers                         |
| 1998  | The Oddities                                   | World Wrestling Federation                        | Monstres de foire                                    |
| 1999  | Powers That Be                                 | World Championship Wrestling                      | Dirigeants de la compagnie                           |
| 2000  | Mike Awesome                                   | World Championship Wrestling                      | Fan des années 1970                                  |
| 2001  | Diamond Dallas Page                            | World Wrestling Federation                        | Coach en bonheur                                     |
| 2002  | The Johnsons                                   | National Wrestling Alliance: Total Nonstop Action | Catcheurs déguisés en pénis                          |
| 2003  | Rico Constantino                               | World Wrestling Entertainment                     | Styliste gay                                         |
| 2004  | Jillian Hall                                   | World Wrestling Entertainment                     | Femme avec une grosseur disproportionnée sur la joue |
| 2005  | Mordecai                                       | World Wrestling Entertainment                     | Prêtre fanatique religieux                           |
| 2006  | Vito                                           | World Wrestling Entertainment                     | Travesti                                             |
| 2007  | Black Reign                                    | Total Nonstop Action Wrestling                    | Personnalité schizophrène de Goldust                 |
| 2008  | The Great Khali                                | World Wrestling Entertainment                     | Playboy du Pendjab                                   |
| 2009  | Hornswoggle                                    | World Wrestling Entertainment                     | Leprechaun irlandais                                 |
| 2010  | Orlando Jordan                                 | Total Nonstop Action Wrestling                    | Catcheur bisexuel                                    |
| 2011  | Michael Cole                                   | World Wrestling Entertainment                     | Commentateur heel                                    |
| 2012  | Aces & Eights                                  | Total Nonstop Action Wrestling                    | Groupe d'envahisseurs bikers                         |
| 2013  | Aces & Eights                                  | Total Nonstop Action Wrestling                    | Groupe d'envahisseurs bikers                         |
| 2014  | Adam Rose                                      | World Wrestling Entertainment                     | Fêtard                                               |
| 2015  | Stardust                                       | World Wrestling Entertainment                     | Personnalité schizophrène de Cody Rhodes             |
| 2016  | Bone Soldier                                   | New Japan Pro-Wrestling                           | Super-vilain squelette                               |
| 2017  | Sister Abigail                                 | World Wrestling Entertainment                     | Possession démoniaque de Bray Wyatt                  |
| 2018  | Constable Baron Corbin                         | World Wrestling Entertainment                     | Figure d'autorité de WWE RAW                         |
| 2019  | Shorty G                                       | World Wrestling Entertainment                     | Petit catcheur                                       |
| 2020  | "The Fiend" Bray Wyatt                         | World Wrestling Entertainment                     | Personnalité schizophrène de Bray Wyatt              |
| 2021  | Alexa Bliss                                    | World Wrestling Entertainment                     | Schizophrène                                         |
| 2022  | Maximum Male Models                            | World Wrestling Entertainment                     | Agence de mannequins                                 |
| 2023  | The Devil                                      | World Wrestling Entertainment                     | Catcheur masqué harceleur                            |
| 2024  | The Learning Tree                              | World Wrestling Entertainment                     | Mentorat de catch                                    |

#### Shad Gaspard/Jon Huber Memorial Award
Décerné aux participants à le catch qui apportent des contributions en dehors du ring pour l'amélioration de la société.
| Année | Gagnant(s)       | Contribution(s) |
| ----- | ---------------- | --- |
| 2020  | Shad Gaspard     | Il s'est sacrifié pour sauver la vie de son fils après avoir été emporté par la mer                                                                                               |
| 2020  | Big E            | Contribution à la justice raciale pendant le mouvement Black Lives Matter et après la mort de George Floyd                                                                        |
| 2020  | Sami Zayn        | Dirige Sami for Syria (français : Sami pour la Syrie), une organisation de secours médical qui vient en aide aux personnes malades et blessées pendant la guerre civile syrienne. |
| 2020  | Tracy Smothers   | Jeunes catcheurs assistés sur le circuit indépendant |
| 2020  | Margaret Stalvey | A aidé la famille Huber pendant la maladie de Jon Huber et après sa mort |
| 2020  | Megha Parekh     | A aidé la famille Huber pendant la maladie de Jon Huber et après sa mort |
| 2021  | Jon Moxley       | A choisi de s'éloigner de la catch pour entrer dans un programme de réadaptation pour l'alcoolisme                                                                                |
| 2021  | Titus O'Neil     | Le fils d'une victime de viol qui a continué à effectuer un travail considérable pour aider les enfants défavorisés, en particulier dans sa ville natale de Tampa                 |
| 2022  | Dustin Poirier   | Avec l'aide de son association caritative Good Fight Foundation, Poirier vient en aide aux communautés dans le besoin en Louisiane du Sud.                                        |
| 2023  | Steve McMichael  | |
| 2023  | Famille Pugh     | |
| 2023  | Valerie Coleman  | |

#### Best Pro Wrestling Book
Récompense le meilleur livre parlant de catch sorti pendant l’année.
| Année | Gagnant                                                                                           | Auteur(s)                         |
| ----- | ------------------------------------------------------------------------------------------------- | --------------------------------- |
| 2005  | The Death of WCW                                                                                  | Bryan Alvarez & R.D. Reynolds     |
| 2006  | Tangled Ropes                                                                                     | Billy Graham & Keith Greenberg    |
| 2007  | Hitman: My Life in the Cartoon World of Pro Wrestling                                             | Bret Hart                         |
| 2008  | Gorgeous George: The Bad Boy Wrestler Who Created American Pop Culture                            | John Capouya                      |
| 2009  | The Midnight Express 25th Anniversary Scrapbook Culture                                           | Jim Cornette                      |
| 2010  | Countdown to Lockdown                                                                             | Mick Foley                        |
| 2011  | Undisputed : How to Become the World Champion in 1,372 Easy Steps                                 | Chris Jericho                     |
| 2012  | Shooters: The Toughest Men in Professional Wrestling                                              | Jonathan Snowden                  |
| 2013  | Mad Dogs, Midgets and Screw Jobs : The Untold Story of How Montreal Shaped the World of Wrestling | Patrick Laprade & Bertrand Hébert |
| 2014  | The Death of WCW- 10th Anniversary Edition                                                        | Bryan Alvarez & R.D Reynolds      |
| 2015  | Yes!: My Improbable Journey to the Main Event of Wrestlemania                                     | Daniel Bryan & Craig Tiello       |
| 2016  | Ali vs. Inoki                                                                                     | Josh Gross                        |
| 2017  | Crazy Like a Fox: The Definitive Chronicle of Brian Pillman 20 Years Later                        | Liam O'Rourke                     |
| 2018  | Eggshells: Pro Wrestling in the Tokyo Dome                                                        | Chris Charlton                    |
| 2019  | 100 Things A WWE Fan Should Know Before They Die                                                  | Bryan Alvarez                     |
| 2020  | Killing the Business                                                                              | The Young Bucks                   |
| 2021  | Mox                                                                                               | Jon Moxley                        |
| 2022  | Blood and Fire                                                                                    | Brian Solomon                     |
| 2023  | The Last Real World Champion: The Legacy of “Nature Boy” Ric Flair                                | Tim Hornbaker                     |
| 2024  | The Man: Not Just Your Average Girl                                                               | Becky Lynch                       |

#### Best Pro Wrestling DVD/Streaming Documentary
Récompense le meilleur DVD ou documentaire en streaming de catch (documentaire et/ou compilation uniquement) sorti pendant l’année.
| Année | Gagnant                                                                                 | Publicateur(s)                     |
| ----- | --------------------------------------------------------------------------------------- | ---------------------------------- |
| 2005  | The Rise and Fall of ECW                                                                | World Wrestling Entertainment      |
| 2006  | Bret "Hit Man" Hart: The Best There Is, the Best There Was, the Best There Ever Will Be | World Wrestling Entertainment      |
| 2007  | Ric Flair and the Four Horsemen                                                         | World Wrestling Entertainment      |
| 2008  | "Nature Boy" Ric Flair: The Definitive Collection                                       | World Wrestling Entertainment      |
| 2009  | Macho Madness: The Randy Savage Ultimate Collection                                     | World Wrestling Entertainment      |
| 2010  | Breaking the Code: Behind the Walls of Chris Jericho                                    | World Wrestling Entertainment      |
| 2011  | Greatest Rivalries : Shawn Michaels vs. Bret Hart                                       | World Wrestling Entertainment      |
| 2012  | CM Punk : Best in the World                                                             | World Wrestling Entertainment      |
| 2013  | Jim Crockett Promotions : The Good Old Days                                             | Ellbow Productions / Highspots.com |
| 2014  | Ladies And Gentleman, My Name is Paul Heyman                                            | World Wrestling Entertainment      |
| 2015  | Daniel Bryan: Just Say Yes! Yes! Yes!                                                   | World Wrestling Entertainment      |
| 2016  | WWE 24: Seth Rollins (Redesign, Rebuild, Reclaim)                                       | World Wrestling Entertainment      |
| 2017  | 30 for 30: Nature Boy                                                                   | ESPN                               |
| 2018  | André The Giant                                                                         | HBO                                |
| 2019  | Dark Side of the Ring                                                                   | Viceland                           |
| 2020  | Dark Side of the Ring: Owen Hart                                                        | Viceland                           |
| 2021  | Dark Side of the Ring: Brian Pillman                                                    | Viceland                           |
| 2022  | Tales From the Territories: Lawler/Kauffman                                             | Viceland                           |
| 2023  | Dark Side of the Ring: Chris and Tammy                                                  | Viceland                           |
| 2024  | Mr. McMahon                                                                             | Netflix                            |

#### United States/Canada MVP
| Year | Wrestler      | Promotion(s)                                |
| ---- | ------------- | ------------------------------------------- |
| 2018 | A.J. Styles   | World Wrestling Entertainment               |
| 2019 | Chris Jericho | All Elite Wrestling New Japan Pro-Wrestling |
| 2020 | Jon Moxley    | All Elite Wrestling New Japan Pro-Wrestling |
| 2021 | Kenny Omega   | All Elite Wrestling Impact Wrestling        |
| 2022 | Jon Moxley    | All Elite Wrestling New Japan Pro-Wrestling |
| 2023 | Cody Rhodes   | World Wrestling Entertainment               |
| 2024 | Cody Rhodes   | World Wrestling Entertainment               |

#### Japanese MVP
| Year | Wrestler        | Promotion(s)            |
| ---- | --------------- | ----------------------- |
| 2018 | Kenny Omega     | New Japan Pro-Wrestling |
| 2019 | Kazuchika Okada | New Japan Pro-Wrestling |
| 2020 | Tetsuya Naitō   | New Japan Pro-Wrestling |
| 2021 | Shingo Takagi   | New Japan Pro-Wrestling |
| 2022 | Kazuchika Okada | New Japan Pro-Wrestling |
| 2023 | Will Ospreay    | New Japan Pro-Wrestling |
| 2024 | Zack Sabre, Jr. | New Japan Pro-Wrestling |

#### Mexico MVP
| Year | Wrestler            | Promotion(s)                                                          |
| ---- | ------------------- | --------------------------------------------------------------------- |
| 2018 | L.A. Park           | Lucha Libre AAA Worldwide Consejo Mundial de Lucha Libre              |
| 2019 | Rey Fénix           | Lucha Libre AAA Worldwide All Elite Wrestling New Japan Pro-Wrestling |
| 2020 | Rey Fénix           | Lucha Libre AAA Worldwide All Elite Wrestling New Japan Pro-Wrestling |
| 2021 | El Hijo Del Vikingo | Lucha Libre AAA Worldwide                                             |
| 2022 | El Hijo Del Vikingo | Lucha Libre AAA Worldwide                                             |
| 2023 | Mistico             | Consejo Mundial de Lucha Libre                                        |
| 2024 | Mistico             | Consejo Mundial de Lucha Libre                                        |

#### Europe MVP
| Year | Wrestler     | Promotion(s)                                                                                      |
| ---- | ------------ | ------------------------------------------------------------------------------------------------- |
| 2018 | Walter       | Westside Xtreme Wrestling Progress Wrestling Over the Top Wrestling World Wrestling Entertainment |
| 2019 | Walter       | Westside Xtreme Wrestling Progress Wrestling Over the Top Wrestling World Wrestling Entertainment |
| 2020 | Walter       | Westside Xtreme Wrestling Progress Wrestling Over the Top Wrestling World Wrestling Entertainment |
| 2021 | Will Ospreay | Revolution Pro Wrestling New Japan Pro-Wrestling                                                  |
| 2022 | Will Ospreay | Revolution Pro Wrestling New Japan Pro-Wrestling                                                  |
| 2023 | Will Ospreay | Revolution Pro Wrestling New Japan Pro-Wrestling                                                  |
| 2024 | Michael Oku  | Revolution Pro Wrestling                                                                          |

#### Non-Heavyweight MVP
| Year | Wrestler            | Promotion(s)                                                                      |
| ---- | ------------------- | --------------------------------------------------------------------------------- |
| 2018 | Will Ospreay        | Progress Wrestling Revolution Pro Wrestling New Japan Pro-Wrestling Ring of Honor |
| 2019 | Will Ospreay        | Progress Wrestling Revolution Pro Wrestling New Japan Pro-Wrestling Ring of Honor |
| 2020 | Hiromu Takahashi    | New Japan Pro-Wrestling                                                           |
| 2021 | Darby Allin         | All Elite Wrestling                                                               |
| 2022 | El Hijo Del Vikingo | Lucha Libre AAA Worldwide All Elite Wrestling                                     |
| 2023 | El Hijo Del Vikingo | Lucha Libre AAA Worldwide All Elite Wrestling                                     |
| 2024 | Darby Allin         | All Elite Wrestling                                                               |

#### Women's Wrestling MVP
| Year | Wrestler           | Promotion(s)                  |
| ---- | ------------------ | ----------------------------- |
| 2018 | Becky Lynch        | World Wrestling Entertainment |
| 2019 | Becky Lynch        | World Wrestling Entertainment |
| 2020 | Bayley             | World Wrestling Entertainment |
| 2021 | Utami Hayashishita | World Wonder Ring Stardom     |
| 2022 | Syuri              | World Wonder Ring Stardom     |
| 2023 | Rhea Ripley        | World Wrestling Entertainment |
| 2024 | Sareee             | Sareee-ISM Sukeban            |

#### Women's MMA MVP
| Year | Wrestler       | Promotion(s)                   |
| ---- | -------------- | ------------------------------ |
| 2018 | Amanda Nunes   | Ultimate Fighting Championship |
| 2019 | Amanda Nunes   | Ultimate Fighting Championship |
| 2020 | Amanda Nunes   | Ultimate Fighting Championship |
| 2021 | Rose Namajunas | Ultimate Fighting Championship |
| 2022 | Zhang Weili    | Ultimate Fighting Championship |
| 2023 | Alexa Grasso   | Ultimate Fighting Championship |
| 2024 | Zhang Weili    | Ultimate Fighting Championship |

## Prix inactifs

### Prix de catégorie A
Les prix suivants n’existent plus pour différentes raisons : ils ne correspondent plus au catch actuel, ils font doublon avec de nouvelles catégories, ils ne sont plus pertinents, etc.

#### Best Babyface
Récompense le meilleur babyface, soit le meilleur pour mettre le public de son côté.
| Année | Gagnant        | Promotion(s)                                           |
| ----- | -------------- | ------------------------------------------------------ |
| 1980  | Dusty Rhodes   | National Wrestling Alliance                            |
| 1981  | Tommy Rich     | National Wrestling Alliance                            |
| 1982  | Hulk Hogan     | American Wrestling Association New Japan Pro Wrestling |
| 1983  | Hulk Hogan     | World Wrestling Federation New Japan Pro Wrestling     |
| 1984  | Hulk Hogan     | World Wrestling Federation                             |
| 1985  | Hulk Hogan     | World Wrestling Federation                             |
| 1986  | Hulk Hogan     | World Wrestling Federation                             |
| 1987  | Hulk Hogan     | World Wrestling Federation                             |
| 1988  | Hulk Hogan     | World Wrestling Federation                             |
| 1989  | Hulk Hogan     | World Wrestling Federation                             |
| 1990  | Hulk Hogan     | World Wrestling Federation                             |
| 1991  | Hulk Hogan     | World Wrestling Federation                             |
| 1992  | Sting          | World Championship Wrestling                           |
| 1993  | Atsushi Onita  | Frontier Martial Arts Wrestling                        |
| 1994  | Atsushi Onita  | Frontier Martial Arts Wrestling                        |
| 1995  | Perro Aguayo   | Asistencia Asesoría y Administración                   |
| 1996  | Shawn Michaels | World Wrestling Federation                             |

#### Best Heel
Récompense le meilleur heel, soit le catcheur le plus détestable de l’année.
| Année | Gagnant        | Promotion(s)                         |
| ----- | -------------- | ------------------------------------ |
| 1980  | Larry Zbyszko  | World Wrestling Federation           |
| 1981  | Don Muraco     | World Wrestling Federation           |
| 1982  | Buzz Sawyer    | World Wrestling Federation           |
| 1983  | Michael Hayes  | World Class Championship Wrestling   |
| 1984  | Roddy Piper    | World Wrestling Federation           |
| 1985  | Roddy Piper    | World Wrestling Federation           |
| 1986  | Michael Hayes  | World Class Championship Wrestling   |
| 1987  | Ted DiBiase    | World Wrestling Federation           |
| 1988  | Ted DiBiase    | World Wrestling Federation           |
| 1989  | Terry Funk     | World Championship Wrestling         |
| 1990  | Ric Flair      | World Championship Wrestling         |
| 1991  | The Undertaker | World Wrestling Federation           |
| 1992  | Rick Rude      | World Championship Wrestling         |
| 1993  | Vader          | World Championship Wrestling         |
| 1994  | Art Barr       | Asistencia Asesoría y Administración |
| 1995  | Masahiro Chōno | New Japan Pro Wrestling              |
| 1996  | Steve Austin   | World Wrestling Federation           |

#### Manager of the Year
Récompense le meilleur manager de l’année au catch.
| Année | Gagnant      | Promotion(s)                                        |
| ----- | ------------ | --------------------------------------------------- |
| 1983  | Jimmy Hart   | World Wrestling Federation                          |
| 1984  | Jim Cornette | Jim Crockett Promotions                             |
| 1985  | Jim Cornette | Jim Crockett Promotions                             |
| 1986  | Jim Cornette | Jim Crockett Promotions                             |
| 1987  | Jim Cornette | Jim Crockett Promotions                             |
| 1988  | Jim Cornette | Jim Crockett Promotions                             |
| 1989  | Jim Cornette | World Championship Wrestling                        |
| 1990  | Jim Cornette | World Championship Wrestling                        |
| 1991  | Sherri       | World Wrestling Federation                          |
| 1992  | Jim Cornette | Smoky Mountain Wrestling                            |
| 1993  | Jim Cornette | Smoky Mountain Wrestling                            |
| 1994  | Jim Cornette | Smoky Mountain Wrestling                            |
| 1995  | Jim Cornette | World Wrestling Federation Smoky Mountain Wrestling |
| 1996  | Jim Cornette | World Wrestling Federation Smoky Mountain Wrestling |

### Prix de catégorie B

#### Readers' Favorite Wrestler
Récompense le catcheur préféré des votants sur des critères purement subjectifs de préférence personnelle.
| Année | Gagnant        | Promotion(s)                                                   |
| ----- | -------------- | -------------------------------------------------------------- |
| 1984  | Ric Flair      | Jim Crockett Promotions                                        |
| 1985  | Ric Flair      | Jim Crockett Promotions                                        |
| 1986  | Ric Flair      | Jim Crockett Promotions                                        |
| 1987  | Ric Flair      | Jim Crockett Promotions                                        |
| 1988  | Ric Flair      | Jim Crockett Promotions                                        |
| 1989  | Ric Flair      | World Championship Wrestling                                   |
| 1990  | Ric Flair      | World Championship Wrestling                                   |
| 1991  | Ric Flair      | World Championship Wrestling World Wrestling Federation        |
| 1992  | Ric Flair      | World Wrestling Federation                                     |
| 1993  | Ric Flair      | World Wrestling Federation World Championship Wrestling        |
| 1994  | Sabu           | Extreme Championship Wrestling Frontier Martial Arts Wrestling |
| 1995  | Manami Toyota  | All Japan Women's Pro Wrestling                                |
| 1996  | Ric Flair      | World Championship Wrestling                                   |
| 1997  | Chris Benoit   | World Championship Wrestling                                   |
| 1998  | Shawn Michaels | World Wrestling Federation                                     |
| 1999  | Chris Jericho  | World Championship Wrestling World Wrestling Federation        |
| 2000  | Chris Benoit   | World Championship Wrestling World Wrestling Federation        |
| 2001  | Keiji Mutō     | All Japan Pro Wrestling                                        |
| 2002  | Kurt Angle     | World Wrestling Entertainment                                  |
| 2003  | Kurt Angle     | World Wrestling Entertainment                                  |

#### Readers' Least Favorite Wrestler
Récompense le catcheur le moins aimé des votants sur des critères purement subjectifs de préférence personnelle.
| Année | Gagnant          | Promotion(s)                             |
| ----- | ---------------- | ---------------------------------------- |
| 1984  | Ivan Putski      | World Wrestling Federation               |
| 1985  | Hulk Hogan       | World Wrestling Federation               |
| 1986  | Hulk Hogan       | World Wrestling Federation               |
| 1987  | Dusty Rhodes     | Jim Crockett Promotions                  |
| 1988  | Dusty Rhodes     | Jim Crockett Promotions                  |
| 1989  | Ultimate Warrior | World Wrestling Federation               |
| 1990  | Ultimate Warrior | World Wrestling Federation               |
| 1991  | Hulk Hogan       | World Wrestling Federation               |
| 1992  | Erik Watts       | World Championship Wrestling             |
| 1993  | Sid Vicious      | World Championship Wrestling             |
| 1994  | Hulk Hogan       | World Championship Wrestling             |
| 1995  | Hulk Hogan       | World Championship Wrestling             |
| 1996  | Hulk Hogan       | World Championship Wrestling             |
| 1997  | Hulk Hogan       | World Championship Wrestling             |
| 1998  | Hulk Hogan       | World Championship Wrestling             |
| 1999  | Hulk Hogan       | World Championship Wrestling             |
| 2000  | Kevin Nash       | World Championship Wrestling             |
| 2001  | The Undertaker   | World Wrestling Federation/Entertainment |
| 2002  | Triple H         | World Wrestling Federation/Entertainment |
| 2003  | Triple H         | World Wrestling Federation/Entertainment |

#### Worst Wrestler
Récompense le plus mauvais catcheur en exercice, généralement basé sur les capacités physiques (limité aux professionnels dans des promotions majeures).
| Année | Gagnant          | Promotion(s)                             |
| ----- | ---------------- | ---------------------------------------- |
| 1984  | Ivan Putski      | World Wrestling Federation               |
| 1985  | Uncle Elmer      | World Wrestling Federation               |
| 1986  | Mike Von Erich   | World Class Championship Wrestling       |
| 1987  | Junkyard Dog     | World Wrestling Federation               |
| 1988  | Ultimate Warrior | World Wrestling Federation               |
| 1989  | André The Giant  | World Wrestling Federation               |
| 1990  | Junkyard Dog     | World Championship Wrestling             |
| 1991  | André The Giant  | All Japan Pro Wrestling                  |
| 1992  | André The Giant  | All Japan Pro Wrestling                  |
| 1993  | The Equalizer    | World Championship Wrestling             |
| 1994  | Dave Sullivan    | World Championship Wrestling             |
| 1995  | The Renegade     | World Championship Wrestling             |
| 1996  | Loch Ness        | World Championship Wrestling             |
| 1997  | Hulk Hogan       | World Championship Wrestling             |
| 1998  | Warrior          | World Championship Wrestling             |
| 1999  | Kevin Nash       | World Championship Wrestling             |
| 2000  | Kevin Nash       | World Championship Wrestling             |
| 2001  | Big Show         | World Wrestling Federation/Entertainment |
| 2002  | Big Show         | World Wrestling Federation/Entertainment |
| 2003  | Nathan Jones     | World Wrestling Federation/Entertainment |

#### Worst Tag Team
Récompense la plus mauvaise équipe de l’année.
| Année | Gagnants                        | Promotion(s)                                            |
| ----- | ------------------------------- | ------------------------------------------------------- |
| 1984  | The Crusher & Baron Von Raschke | American Wrestling Alliance                             |
| 1985  | Uncle Elmer & Cousin Junior     | World Wrestling Federation                              |
| 1986  | George Steele & Junkyard Dog    | World Wrestling Federation                              |
| 1987  | Jimmy Valiant & Bugsy McGraw    | National Wrestling Alliance                             |
| 1988  | The Bolsheviks                  | World Wrestling Federation                              |
| 1989  | The Powers of Pain              | World Wrestling Federation                              |
| 1990  | Shōhei Baba & André The Giant   | All Japan Pro Wrestling                                 |
| 1991  | Shōhei Baba & André The Giant   | All Japan Pro Wrestling                                 |
| 1992  | The Bushwhackers                | World Wrestling Federation                              |
| 1993  | The Colossal Kongs              | World Championship Wrestling                            |
| 1994  | The Bushwhackers                | World Wrestling Federation                              |
| 1995  | Dick Slater & Bunkhouse Buck    | World Championship Wrestling                            |
| 1996  | The Godwinns                    | World Wrestling Federation                              |
| 1997  | The Godwinns                    | World Wrestling Federation                              |
| 1998  | The Oddities                    | World Wrestling Federation                              |
| 1999  | Viscera & Mideon                | World Wrestling Federation                              |
| 2000  | KroniK                          | World Championship Wrestling                            |
| 2001  | KroniK                          | World Championship Wrestling World Wrestling Federation |
| 2002  | 3-Minute Warning                | World Wrestling Entertainment                           |
| 2003  | La Résistance                   | World Wrestling Entertainment                           |

#### Worst Manager
Récompense le plus mauvais manager de l’année dans le catch.
| Année | Gagnant    | Promotion(s)                 |
| ----- | ---------- | ---------------------------- |
| 1984  | Mr. Fuji   | World Wrestling Federation   |
| 1985  | Mr. Fuji   | World Wrestling Federation   |
| 1986  | Paul Jones | Jim Crockett Promotions      |
| 1987  | Mr. Fuji   | World Wrestling Federation   |
| 1988  | Mr. Fuji   | World Wrestling Federation   |
| 1989  | Mr. Fuji   | World Wrestling Federation   |
| 1990  | Mr. Fuji   | World Wrestling Federation   |
| 1991  | Mr. Fuji   | World Wrestling Federation   |
| 1992  | Mr. Fuji   | World Wrestling Federation   |
| 1993  | Mr. Fuji   | World Wrestling Federation   |
| 1994  | Mr. Fuji   | World Wrestling Federation   |
| 1995  | Mr. Fuji   | World Wrestling Federation   |
| 1996  | Sonny Onoo | World Championship Wrestling |
| 1997  | Sonny Onoo | World Championship Wrestling |
| 1998  | Sonny Onoo | World Championship Wrestling |
| 1999  | Sonny Onoo | World Championship Wrestling |

#### Most Embarrassing Wrestler
Récompense le catcheur qui donne le plus honte aux (télé)spectateurs de le regarder, soit parce qu’il est vraiment très mauvais ou parce que son personnage est ridicule ou humiliant.
| Année | Gagnant         | Promotion(s)                                            |
| ----- | --------------- | ------------------------------------------------------- |
| 1986  | Adrian Adonis   | World Wrestling Federation                              |
| 1987  | George Steele   | World Wrestling Federation                              |
| 1988  | George Steele   | World Wrestling Federation                              |
| 1989  | André The Giant | World Wrestling Federation                              |
| 1990  | Dusty Rhodes    | World Wrestling Federation                              |
| 1991  | Van Hammer      | World Championship Wrestling                            |
| 1992  | Papa Shango     | World Wrestling Federation                              |
| 1993  | Bastion Booger  | World Wrestling Federation                              |
| 1994  | Doink the Clown | World Wrestling Federation                              |
| 1995  | Hulk Hogan      | World Championship Wrestling                            |
| 1996  | Hulk Hogan      | World Championship Wrestling                            |
| 1997  | Goldust         | World Wrestling Federation                              |
| 1998  | Hulk Hogan      | World Championship Wrestling                            |
| 1999  | Hulk Hogan      | World Championship Wrestling                            |
| 2000  | Hulk Hogan      | World Championship Wrestling                            |
| 2001  | Buff Bagwell    | World Championship Wrestling World Wrestling Federation |
| 2002  | Big Show        | World Wrestling Entertainment                           |
| 2003  | Nathan Jones    | World Wrestling Entertainment                           |

#### Worst Non-Wrestling Personality
Récompense une personnalité du monde du catch, mais qui n'est ni catcheur, ni manager, ni commentateur (Manager Général par exemple). Le prix « récompense » aussi bien le pire personnage ou celui qui joue le plus mal son rôle.
| Année | Gagnant           | Promotion(s)                  |
| ----- | ----------------- | ----------------------------- |
| 2000  | Vince Russo       | World Championship Wrestling  |
| 2001  | Stephanie McMahon | World Wrestling Federation    |
| 2002  | Stephanie McMahon | World Wrestling Entertainment |
| 2003  | Stephanie McMahon | World Wrestling Entertainment |